# Vietnám
Vietnám  vagy hivatalos nevén Vietnámi Szocialista Köztársaság (Cộng hòa Xã hội Chủ nghĩa Việt Nam) államszocialista berendezkedésű ország Délkelet-Ázsiában, Indokínai-félsziget keleti részén. Északról Kína, nyugatról Laosz és Kambodzsa, keletről pedig a Vietnámi-öböl határolja.
Észak- és Dél-Vietnám az északiak győzelme után 1976-ban kommunista vezetés alatt egyesült. A 21. században Ázsia és a világ egyik legmagasabb növekedési ütemét mutató dinamikus gazdasággal rendelkezik és az újonnan iparosodott országok közé tartozik. 
Vietnám a mai napig egypárti diktatúra. A tekintélyuralmi kormány rendszeresen súlyosan megsérti az emberi jogokat. Probléma a cenzúra, a kirívó korrupció, továbbá a környezetvédelem, a sajtószabadság és az etnikai kisebbségek rossz helyzete.
2024-ben a világ 16. legnépesebb országa, mintegy 102 millió lakossal. A legnagyobb város a délen fekvő Ho Si Minh, míg a fővárosa az északon található Hanoi.
Tagja az ENSZ-nek, a Frankofónia Nemzetközi Szervezetének, az ASEAN-nak, az APEC-nek és a WTO-nak.

## Etimológia
A Việt Nam név (kiejtése [viə̂tˀ nāːm]), szó szerint „Viet Dél”, jelentése a vietnámi szórend szerint „Dél Vietje”, illetve klasszikus kínai nyelven „Viet Délje”. A név egy változata, Nanyue (vagy Nam Việt, 南越), először az i. e. 2. században jelent meg a forrásokban. A „Việt” (Yue) (kínai írással: 越; pinjin átírással: Yuè; kantoni jüe: Yuht; Wade-Giles átírással: Yüeh4; latin betűs vietnámi ábécével: Việt) a középkínai nyelv korai szakaszában először a „戉” vagy „越” logogrammal írták, amely írásjel fejszét is jelent, a Sang-dinasztia késői korszakából (i. e. 1200 körül) származó jóscsont és bronz feliratokon, később pedig a „越” írásjelet használták. Ebben az időben egy, a Sangoktól északnyugatra élő népre vagy törzsfőnökségre utalt. Az i. e. 8. század elején a Jangce partjának középső részén élő törzset nevezték Yangyue-nak, ezt a kifejezést később a délebbre fekvő népekre használták.
A Kr. e. 7. és 4. század között a „Yue”/„Việt” a Jangce alsó medencéjében lévő jue államra és népére utalt. A Kr. e. 3. századtól kezdve a kifejezést Dél-Kína és Észak-Vietnám nem kínai lakosságára használták, egyes népcsoportokat Minyue, Ouyue, Luoyue (vietnámi nyelven: Lạc Việt) néven, a Baiyue (Bách Việt, kínaiul: 百越; pinjin: Bǎiyuè; kantoni nyelven: Baak Yuet; vietnámi nyelven: Bách Việt; jelentése szó szerint lefordítva: 'Száz Yue/Viet').
A „Baiyue”/„Bách Việt” kifejezés először a Kr. e. 239 körül összeállított Lüshi Chunqiu című könyvben jelent meg. A 17-18. századra a művelt vietnámiak a források szerint người Việt (viet nép) vagy người Nam (déli nép) néven emlegették magukat.
A Việt Nam (越南) alakot először a 16. századi Sấm Trạng Trình című költeményben jegyezték fel. A név a 12, 16. és 17. században faragott sztéléken is megtalálható, köztük a Hải Phòng-i Bao Lam pagodában lévő, 1558-ból származó sztélén. 1802-ben Nguyễn Phúc Ánh (aki később Gia Long császár lett) megalapította a Nguyễn-dinasztiát. Uralkodásának második évében kérte a Csing-dinasztia császárát, Csia-csing-et, hogy a „Nam Việt / Nanyue királya” (南越 kínai írásjegyekkel) címet adományozza neki, miután Annámban átvette a hatalmat. A császár elutasította ezt, mert a név a Zhao Tuo tábornok Nanyue területének nevére hasonlított, amely a dél-kínai Kuanghszi és Kuangtung területeket foglalta magába. A Csing császár ezért úgy döntött, hogy a területet helyette „Việt Nam”-nak nevezi el, jelentése a klasszikus kínai szórend szerint „a Viet déli része”, de a vietnámiak „a Dél Vietje” jelentéssel értelmezték. A vietnám nevet 1804 és 1813 között hivatalosan használta Gia Long császár. A 20. század elején Phan Bội Châu Vietnám elvesztésének története című művében nevezi így az országot, majd később a Vietnámi Nacionalista Párt (VNQDĐ) elevenítette fel. Az ország középső, jelentős részét Annám-nak hívták 1945-ig, amikor a Huếban székelő császári kormány elfogadta a Việt Nam nevet.

## Földrajz
Az ország körülbelül 331 688 km²-en terül el, vagyis alig kisebb, mint Németország.

### Domborzat

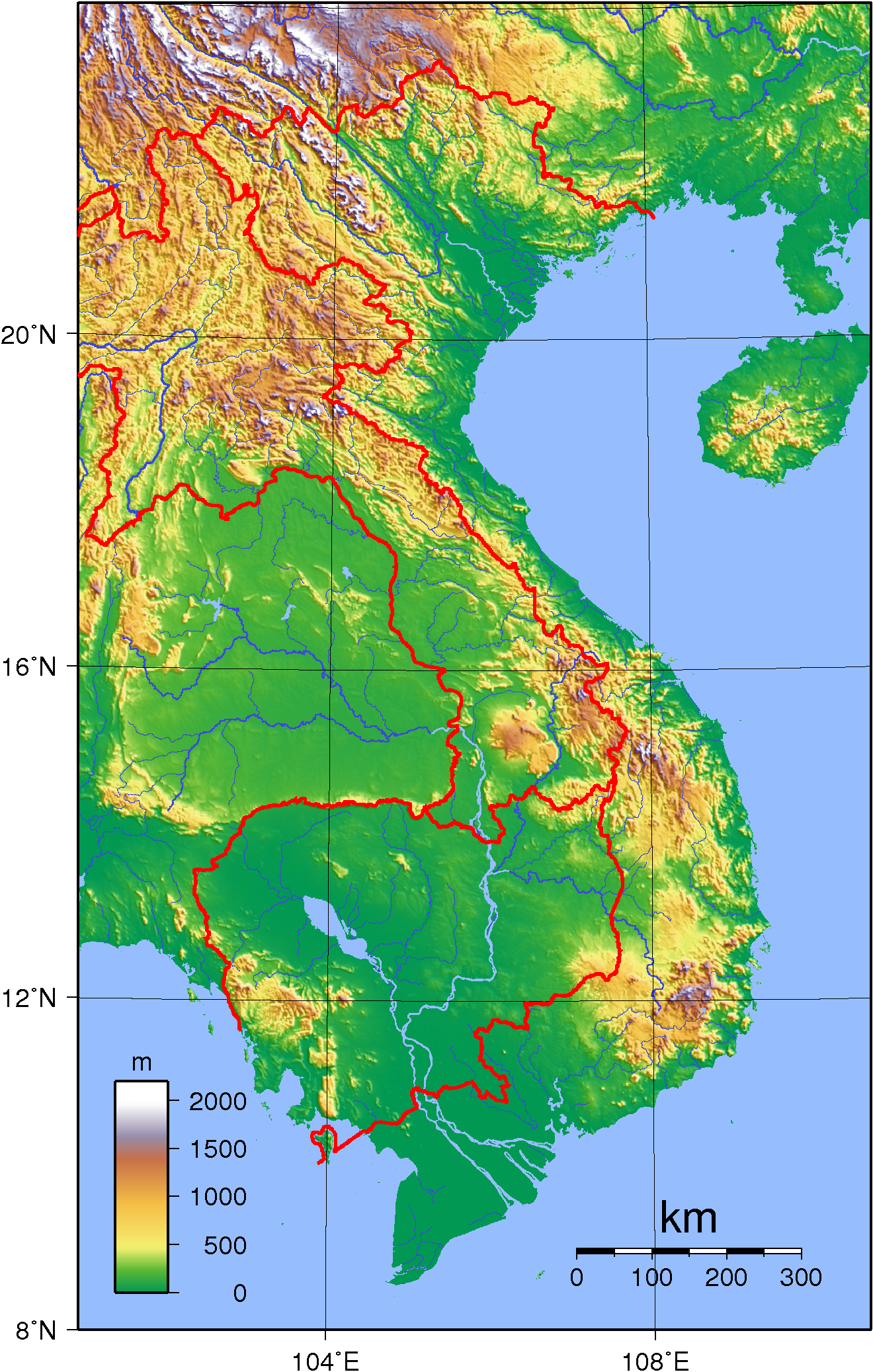
Vietnám domborzati térképe

Az északi országrészt döntően fennsíkok és a Vörös-folyó deltája, a középsőt hegységek, míg a délit part menti alföldek, a Dai Truong Son (központi hegyek) magasan fekvő sík vidékei, és a Mekong-delta  jellemzik.
Domborzatát 40–40%-ban dombok és hegyek alkotják. Az ország nagyobb része hegyvidékes. Az Annámi-Kordillerák vagy másképp Vietnámi-hegység  kb. 1100 km hosszú lánca húzódik rajta végig. Legmagasabb pontja a Fansipan (vietnámi: Phan Xi Păng,  kiejtés) az ország északi végén, 3143 m.
Északi részén a Tonkini-felföldet jól karsztosodó, devon-perm időszaki mészkő, valamint konglomerátum és kristályos pala építi fel; a karbon időszaki rétegekben kőszén található. A Vietnámi-öböl partján a felföld kb. 4000 karsztos toronyból, szirtből álló szigetcsoportban végződik (Hạ Long-öböl és környéke). A Tonkini-felföldet dél felől a Vörös-folyó háromszög alakú, kelet felé kiszélesedő alföldje (Tonkini-medence) zárja le, amelyet éles törésvonalak határolnak. 
Az alföld nyugati oldalán húzódik a tengerparttal párhuzamos Vietnámi-hegység (helyenként 2500 méteres csúcsokkal), amelynek alapját variszkuszi eredetű kristályos kőzetek alkotják. A hegység szélesebb északi és elkeskenyedő középső része aszimmetrikus: kelet felé meredeken szakad le a tengerre, nyugaton lankásan lejt a Mekong völgye felé. A földtörténeti ó- és középkori tengerelöntés emlékét kasztos formákban gazdag mészkőfennsíkok és homokkőből álló hegyláncok őrzik. A Dan Nang-i öböltől délre a hegység ismét kiszélesedik; a gránitból álló trópusi szigethegyek között bazalttakarók terülnek el.

Vietnám déli részén a Mekong folyó hatalmas, sík deltavidéke a tenger által tovasodort hordalékból álló, délnyugat felé kinyúló Ca Mau-félszigetben  végződik. 

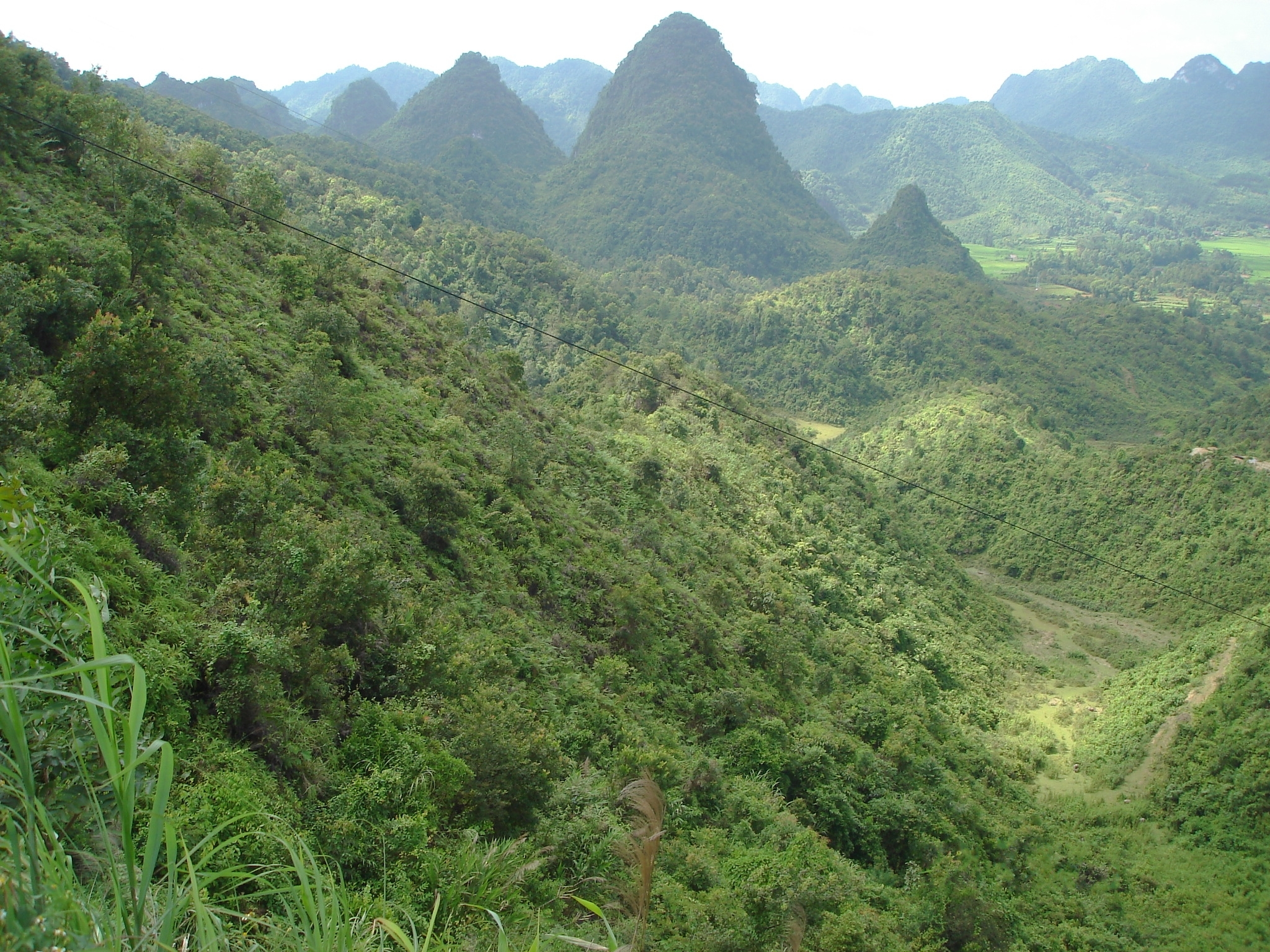
Hegyek az északi Cao Bằng tartományban
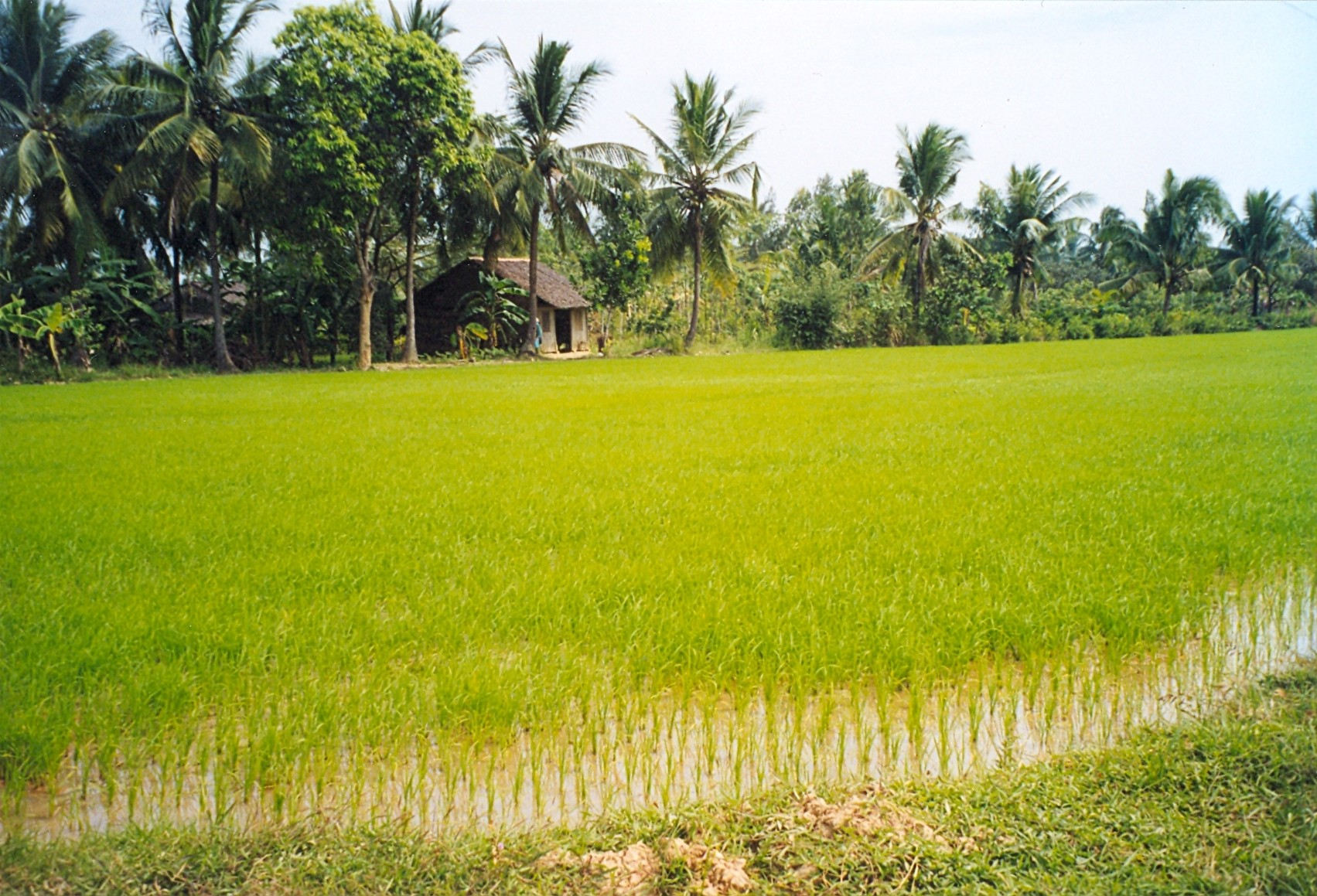
Rizsföld Bến Tre tartományban
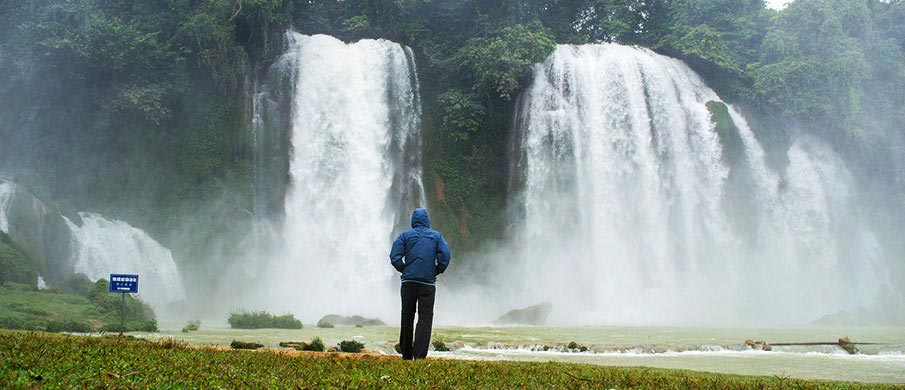
Ban Gioc-vízesés
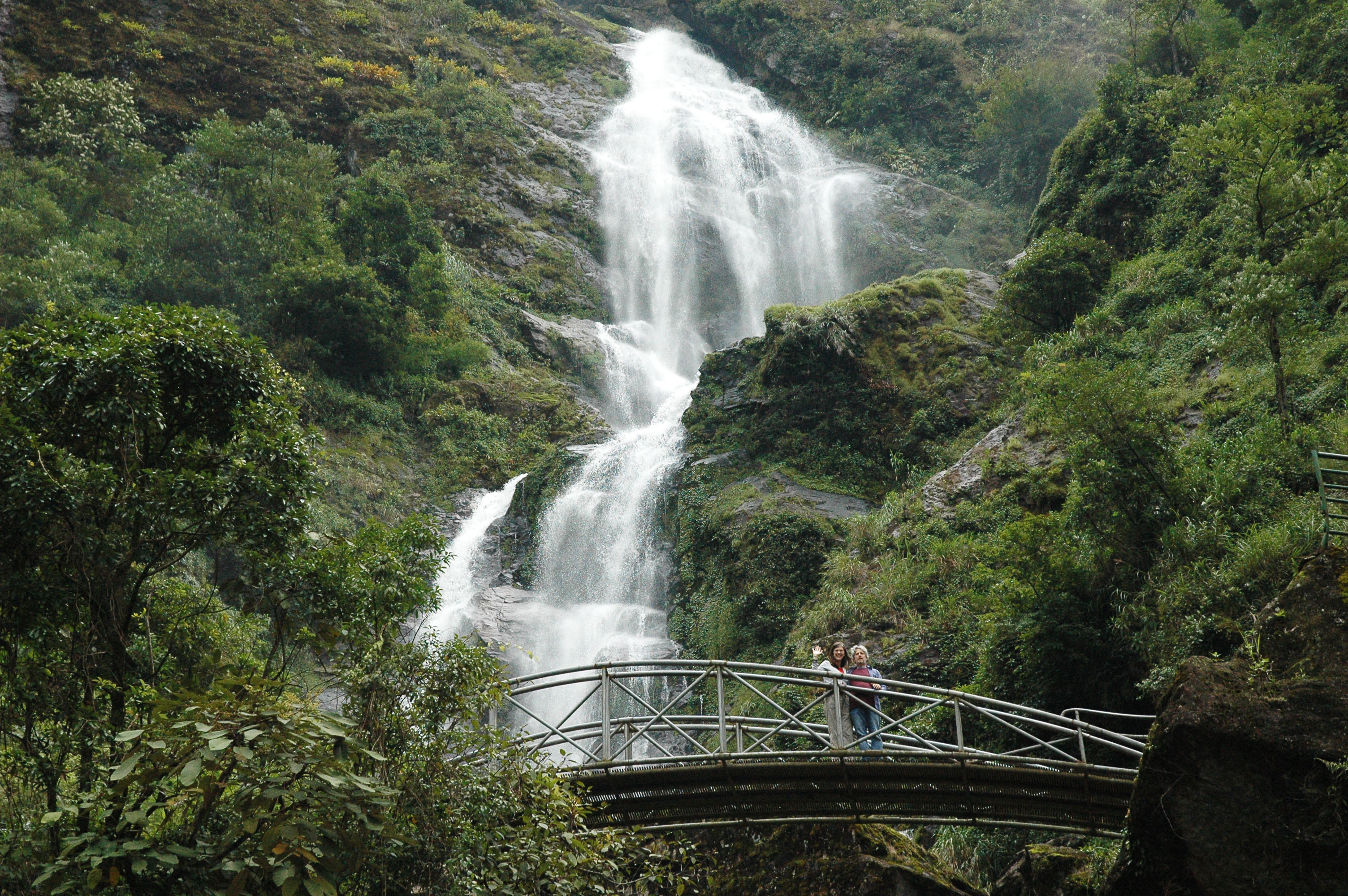
Thác Bạc, Sa Pa

### Vízrajz
Sok a kisebb-nagyobb, bővizű folyó. A legjelentősebbek :
- délen a Kambodzsa felől jövő Mekong 220 km hosszúságban,
- északon, a Kína felől érkező Vörös-folyó 475 km hosszúságban folyik át rajta.

A Vörös-folyó a torkolatától Hanoi-ig nagy hajókkal is járható. A két folyó deltái az ország legsűrűbben lakott, gazdaságilag legfejlettebb vidékei. A delták folyamatosan töltik fel a tenger partvidékét, előrenyomulásuk egy év alatt is jelentős.
A Vietnámi-hegység felől további rövid, nagy esésű vízmosások tartanak a tenger felé. Számos vízesés található rajtuk.
Az ország legnagyobb szigete a Phú Quốc (Kambodzsában Koh Tral néven ismert). Vietnám déli részén, Kambodzsához közel, a Thai-öbölben fekszik.

### Éghajlat

Vietnám a Köppen-Geiger éghajlati osztályozásban (angol nyelvű)

Éghajlata délen trópusi, északon szubtrópusi monszun. Két évszak van: a száraz, hűvösebb, illetve a májustól októberig tartó forró és esős.
Nyaranként az Indiai-óceánról betörő délnyugati monszun és a Dél-kínai-tengerről fúvó délkeleti monszun hatol be.
A monszunesőzés április végétől október elejéig terjedő 5-6 hónapja alatt hull le az évi csapadék nagy része. Az Annámi-Kordillerák északkeleti és keleti lejtői azonban a téli hónapokban is csapadékosak.
Az elkeskenyedő Közép-Vietnámban, nagyjából Đà Nẵng és Huế között húzódik a trópusi öv északi határa. Vietnám észak–déli irányú fekvését tekintve nagy kiterjedésű, így jelentősek az eltérések az időjárásban is. Azok az Ázsia középső részéről érkező hideg légtömegek, amelyek északon a téli hónapokban lehűlést okoznak, Danangtól délre már nem jutnak el. 
Az évi középhőmérséklet a síkságokon és a tengerparton északról dél felé nő.
A levegő páratartalma az év során átlagosan 84%-os. Az éves átlagos csapadékmennyiség 1200–3000 mm közötti, de egyes helyeken a 4000 mm-t is eléri, ami főleg nyáron hullik.
A keleti partokon június-november között gyakran tájfunok pusztítanak.
| Hónap                                                  | Jan. | Feb. | Már. | Ápr. | Máj. | Jún. | Júl. | Aug. | Szep. | Okt. | Nov. | Dec. | Év   |
| ------------------------------------------------------ | ---- | ---- | ---- | ---- | ---- | ---- | ---- | ---- | ----- | ---- | ---- | ---- | ---- |
| Átlagos max. hőmérséklet (°C)                          | 19,3 | 19,9 | 22,8 | 27,0 | 31,5 | 32,6 | 32,9 | 31,9 | 30,9  | 28,6 | 25,2 | 21,8 | 27,1 |
| Átlagos min. hőmérséklet (°C)                          | 13,7 | 15,0 | 18,1 | 21,4 | 24,3 | 25,8 | 26,1 | 25,7 | 24,7  | 21,9 | 18,5 | 15,3 | 20,9 |
| Átl. csapadékmennyiség (mm)                            | 18   | 26   | 43   | 90   | 188  | 240  | 288  | 318  | 265   | 130  | 43   | 23   | 1672 |
| Forrás: World Meteorological Organisation, BBC Weather |      |      |      |      |      |      |      |      |       |      |      |      |      |

| Hónap                                              | Jan. | Feb. | Már. | Ápr. | Máj. | Jún. | Júl. | Aug. | Szep. | Okt. | Nov. | Dec. | Év   |
| -------------------------------------------------- | ---- | ---- | ---- | ---- | ---- | ---- | ---- | ---- | ----- | ---- | ---- | ---- | ---- |
| Átlagos max. hőmérséklet (°C)                      | 31,6 | 33,0 | 34,0 | 34,6 | 34,0 | 32,4 | 32,0 | 31,8 | 31,3  | 31,2 | 31,0 | 30,8 | 32,3 |
| Átlagos min. hőmérséklet (°C)                      | 21,1 | 22,5 | 24,4 | 25,8 | 25,2 | 24,6 | 24,3 | 24,3 | 24,4  | 24,0 | 22,8 | 21,4 | 23,7 |
| Átl. csapadékmennyiség (mm)                        | 14   | 4    | 11   | 50   | 218  | 312  | 294  | 270  | 327   | 268  | 116  | 48   | 1932 |
| Forrás: World Meteorological Organization, adb.org |      |      |      |      |      |      |      |      |       |      |      |      |      |

### Élővilág, természetvédelem
Vietnámban változatos az élővilág, beleértve a termesztett növényeket is.
Az ország déli részének természetes növényzete a trópusi esőerdő. Ezek jellegzetes óriásfái a sárkányalmák. Az alsóbb lombkoronaszintben és cserjeszintben gyakoriak a pálmák és bambuszok, a gyepszintben a páfrányok, a csipkeharasztok és a csalánfélék. Az epifitonok közl jellemzőek a páfrányok és az orchideák, a liánok közül a lepényfafélék (pl. a majomlépcsőfa) és a mimózafélék (pl. az óriáshüvely). A tengerparton mangrovevegetáció, a Mekong deltavidékén mocsarak, mocsárerdők vannak.
Vietnám északi részén és a tengerparti hegyvidékek keleti oldalán monszunerdők nőnek. A sík vidéken az erdőket kiirtották, helyükön rizst termesztenek.
A vietnámi háborúban több mint 16 000 km² trópusi esőerdőt égettek fel, illetve pusztítottak el lombtalanító vegyszerekkel.
Az ország faunája gazdag, főként főemlősökben, de többségük erősen veszélyeztetett. 

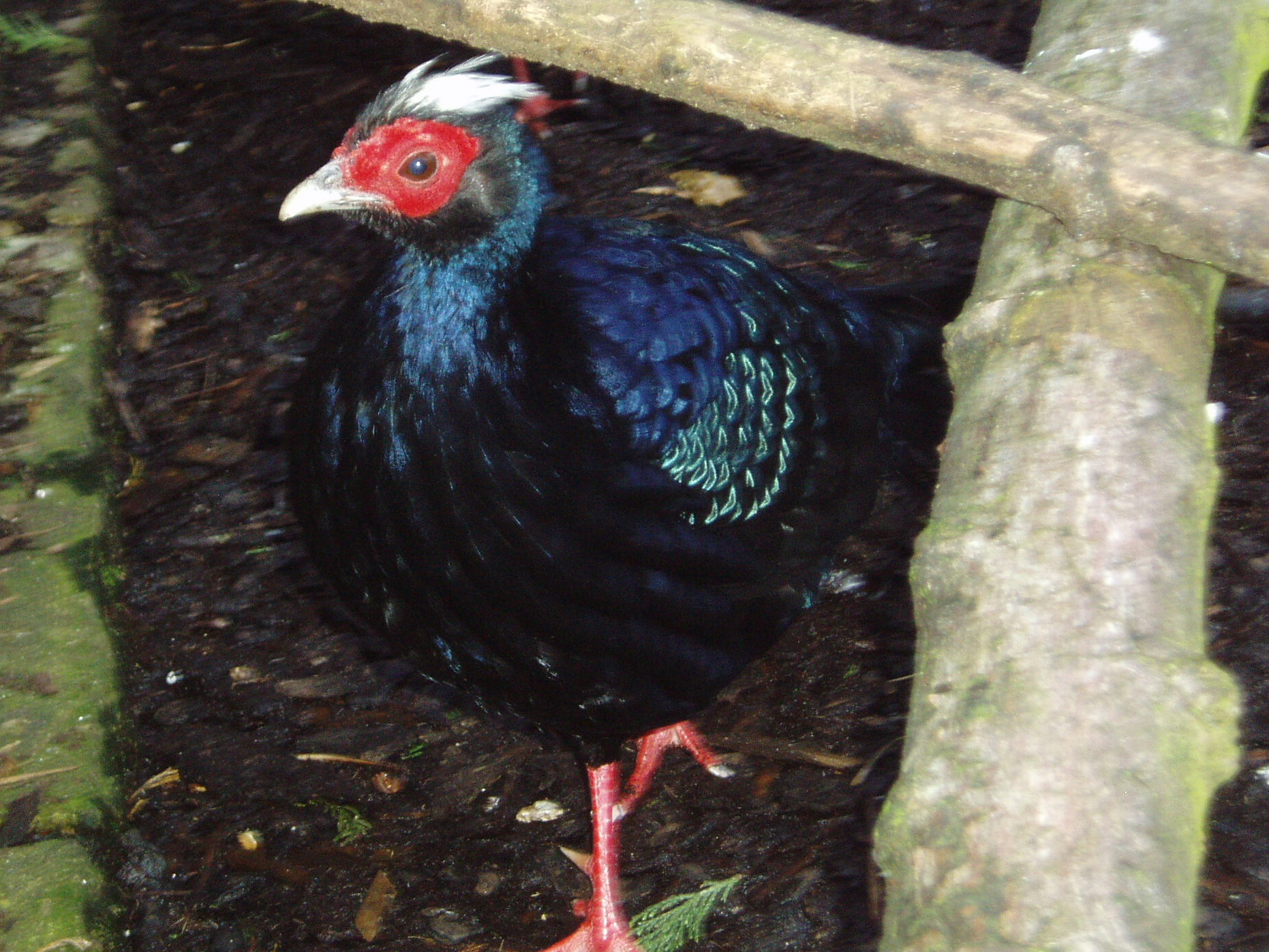
Vietnámi fácán
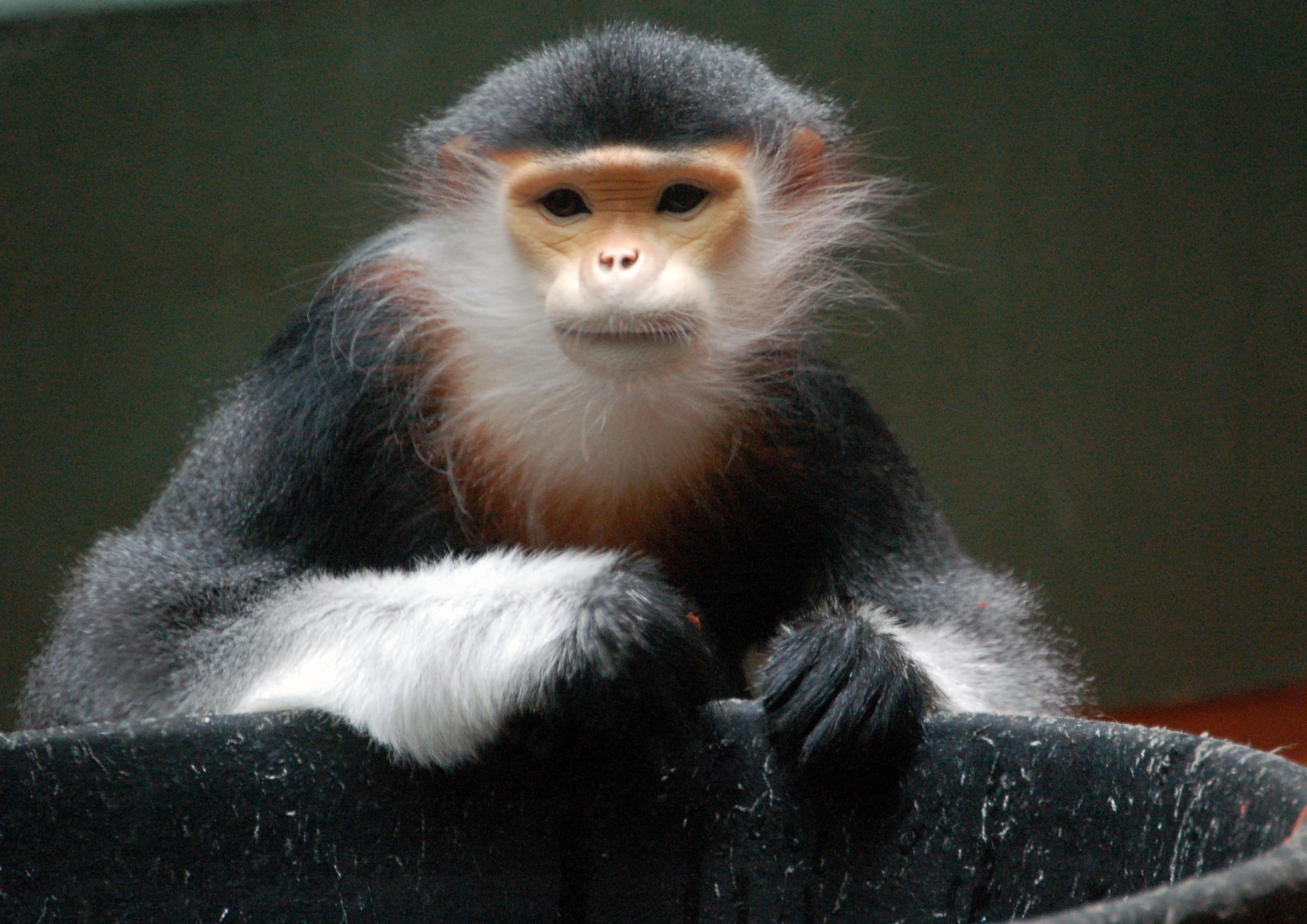
Tarka karcsúmajom
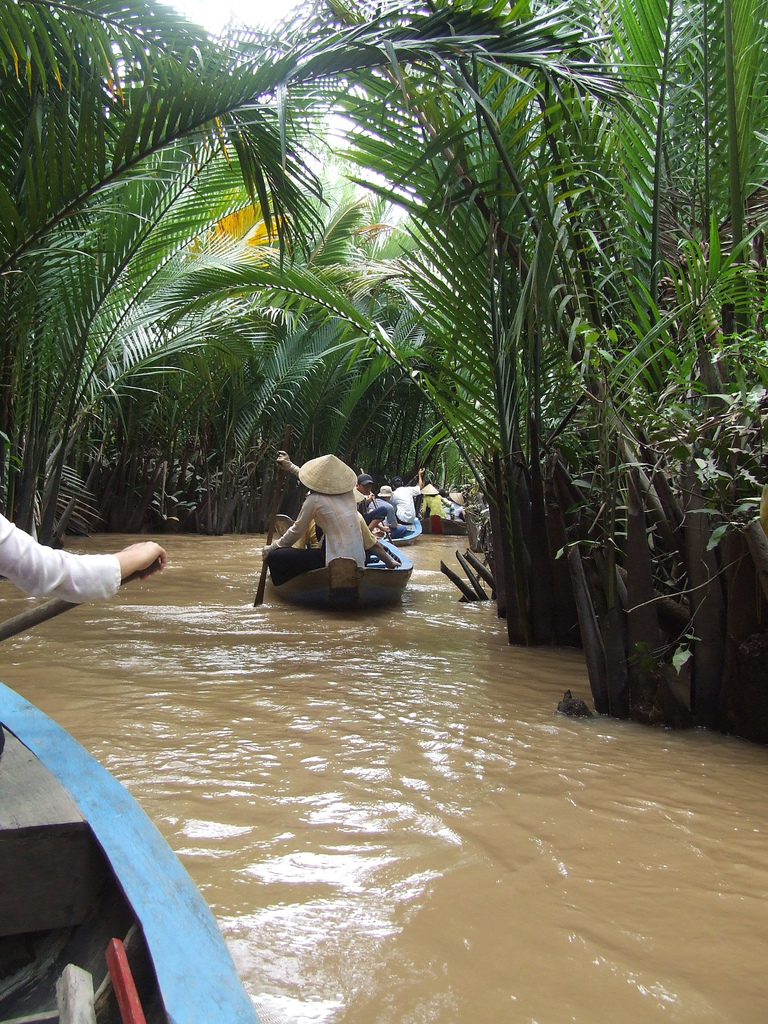
A Mekong-delta

#### Nemzeti parkjai

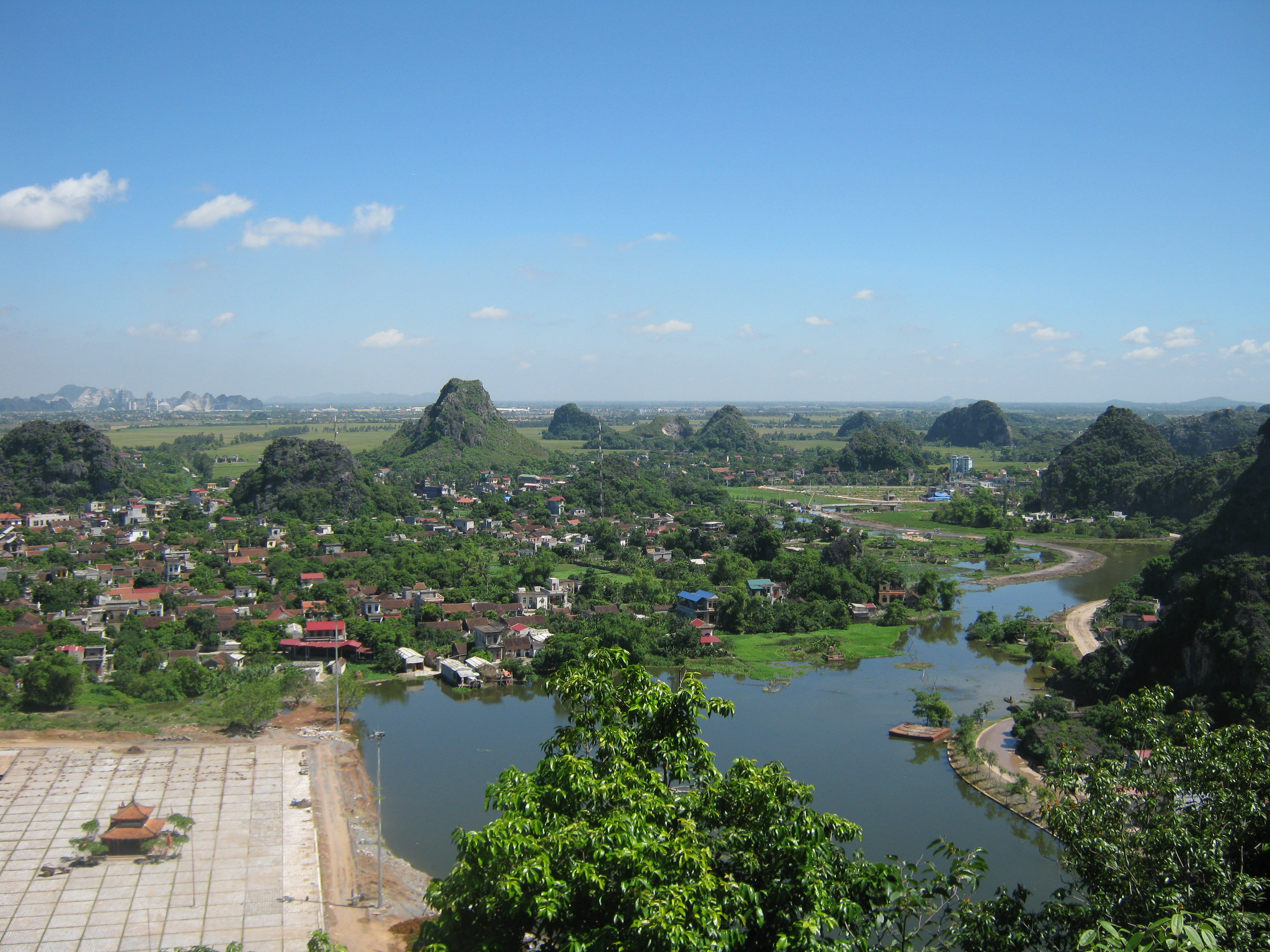
Hoa Lu környéki táj
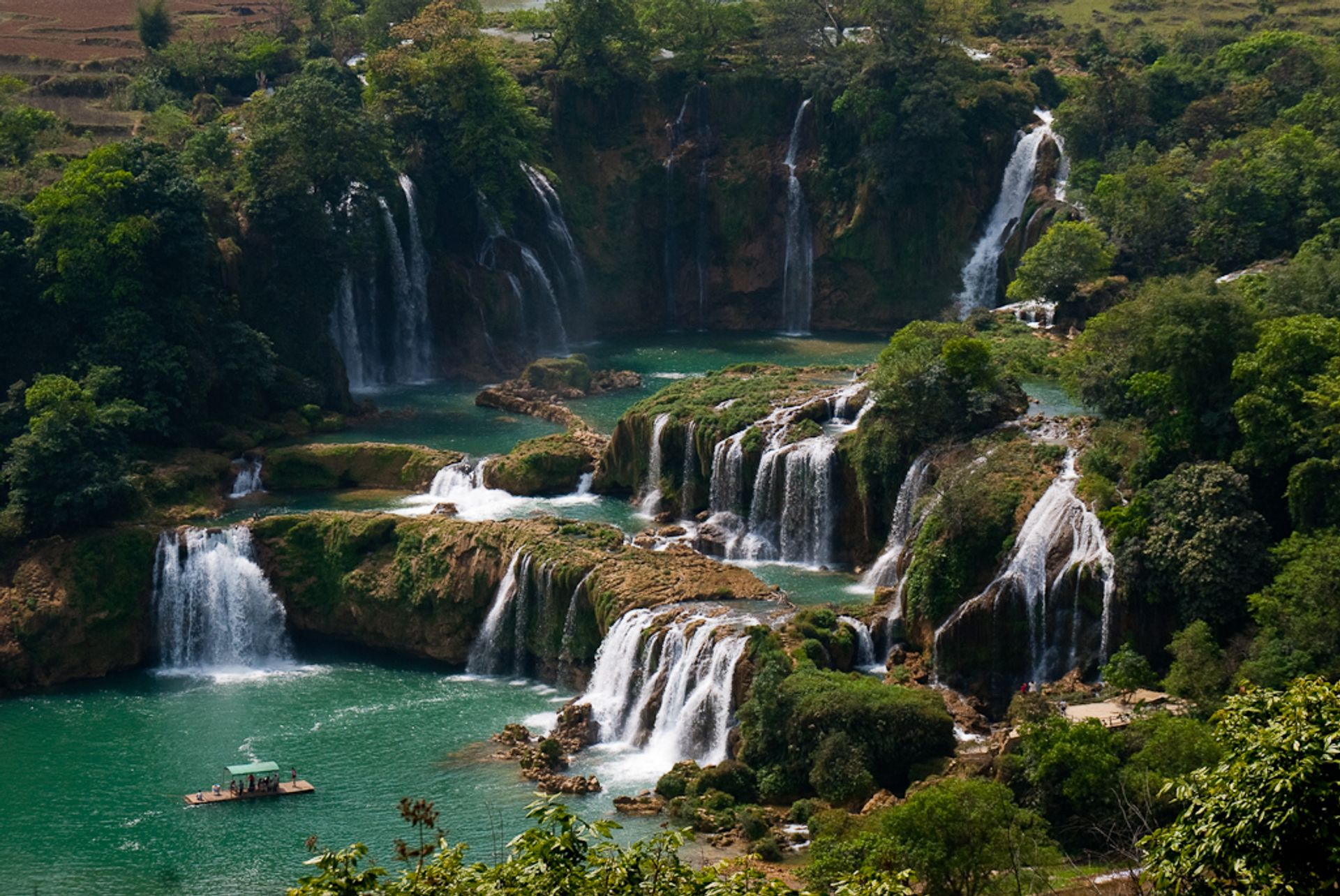
Ban Gioc vízesései az ország északi részén
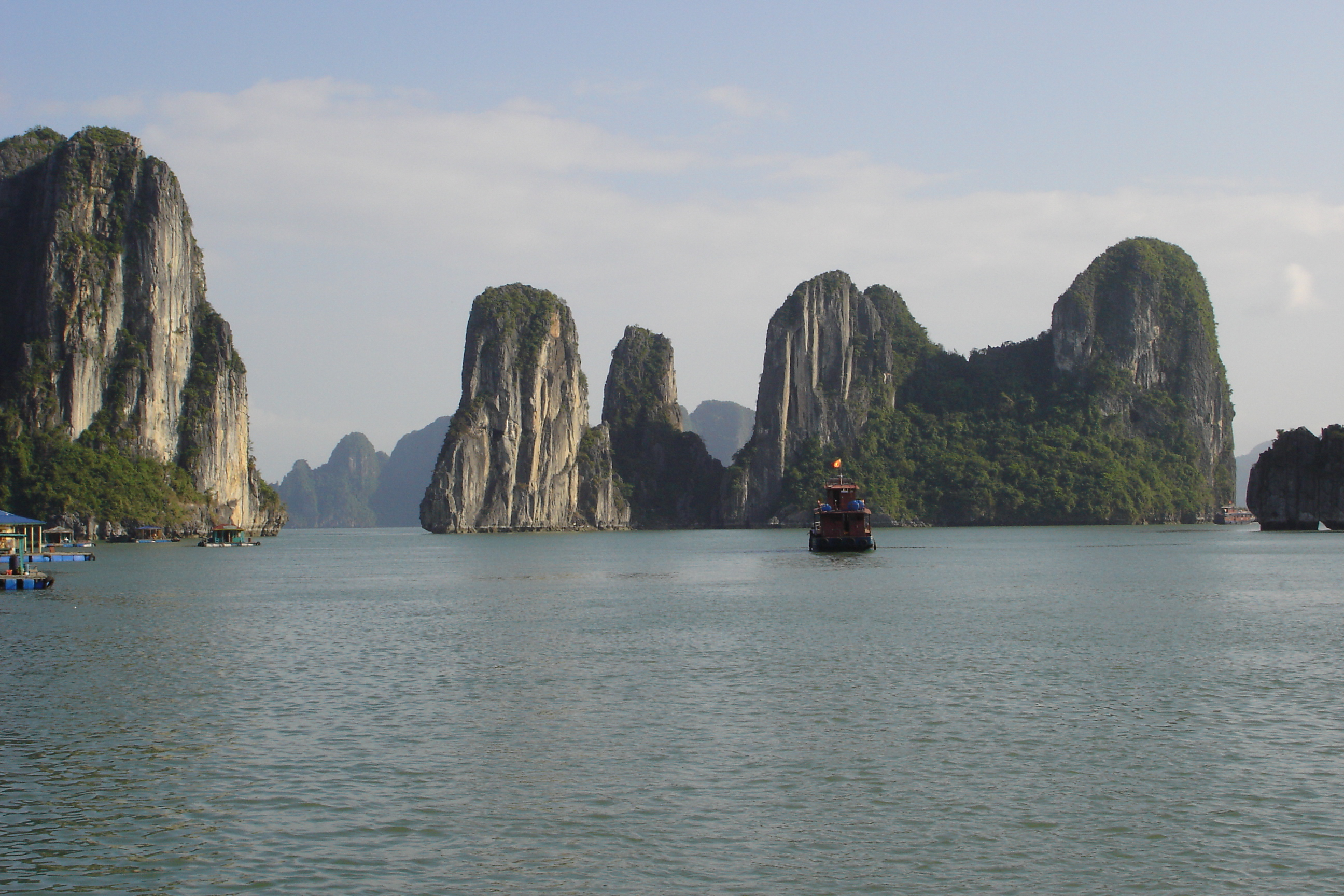
A Ha Long-öböl Észak-Vietnámban

#### Természeti világörökségei
Két tájat nyilvánított természeti világörökséggé Vietnámban az UNESCO:
- Hạ Long-öböl;
- Phong Nha – Kẻ Bàng Nemzeti Park.

## Története
Az első, történelmileg dokumentált királyság a mai Vietnam területén a Kr.e. 1. évezredben alakult ki. Időszámításunk előtt a Han-dinasztia tartományaként került a han kínaiak uralma alá, és az is maradt – rövid függetlenségi időszakokkal megszakítva – egészen 938-ig, amikor a Bạch-Đằng folyó melletti csata után elnyerte függetlenségét. Közben az egymást követő vietnámi monarchikus dinasztiák a konfucianizmuson és a buddhizmuson keresztül magukba szívták a kínai hatásokat és dél felé terjeszkedtek, a Mekong-deltáig.
A 19. században a terület fokozatosan francia gyarmati uralom alá került, a francia Indokína részeként. Japán a második világháború idején elfoglalta a régiót. 1946 és 1954 között Franciaország az első indokínai háborúban sikertelenül próbálta helyreállítani gyarmati uralmát. Az 1954-es francia vereség következtében Tonkin és Annám északi része a szocialista Észak-Vietnam lett Hanoi és Kocsinkína fővárosával, Annám déli része pedig a Nyugat által támogatott Dél-Vietnam, Saigon fővárossal. 1964 és 1973 között az Egyesült Államok kudarcot vallott a vietnámi háborúban és nem tudta legyőzni Észak-Vietnamot és a vele szövetséges Dél-Vietnam Felszabadítási Nemzeti Frontját. Ezután 1976-ban a két vietnámi állam kommunista vezetés alatt egyesült.

## Államszervezet és közigazgatás

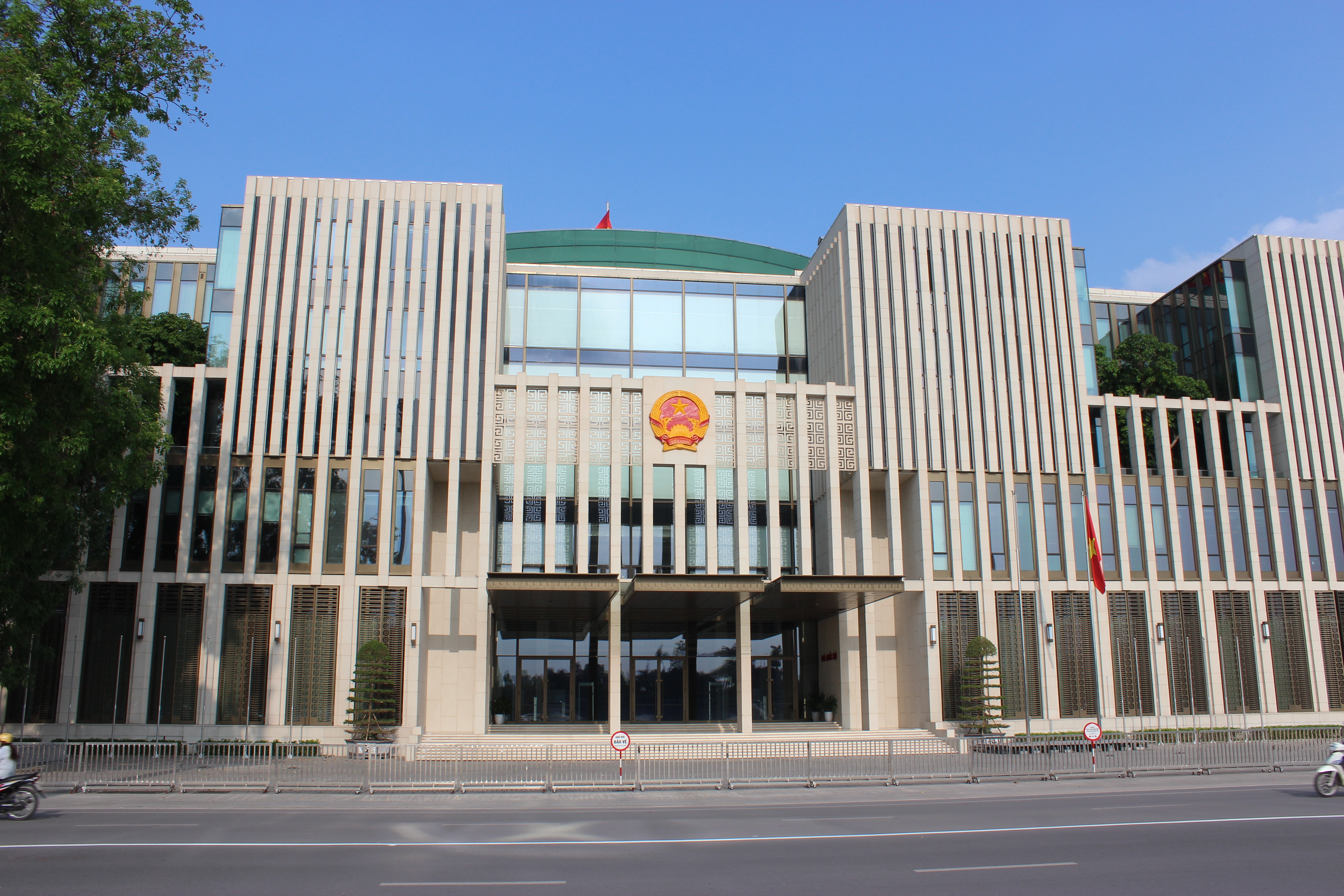
A Nemzetgyűlés épülete Hanoiban

### Alkotmány, államforma
Vietnám egy unitárius, marxista-leninista, egypárti szocialista köztársaság; Délkelet-Ázsiában a két kommunista állam egyike (a másik Laosz). Bár Vietnám hivatalosan továbbra is elkötelezett a szocializmus mellett, gazdaságpolitikája egyre kapitalistábbá vált, és a The Economist „lelkes kapitalista kommunistaként” jellemezte az ország vezetését.

### Törvényhozás, végrehajtás, igazságszolgáltatás
A Vietnámi Szocialista Köztársaság egy erősen centralizált rendszerben kormányzott állam, amit nagyban meghatároz a Vietnámi Kommunista Párt (Đảng Cộng Sản Việt Nam). A kormány elméletileg ugyan független a párttól, ám a gyakorlatban az esetek többségében a párt utasításait követi. Ugyan történtek arra erőfeszítések, hogy a kormány és a párt tagjai ne ugyanazon emberek közül kerüljenek ki, ez a gyakorlat manapság is jellemző.

### Politikai pártok
Az ország pártállam, melynek egyetlen szereplője a Vietnámi Kommunista Párt.
Habár Vietnámban nem léteznek ellenzéki pártok, a külföldi vietnámi közösségek számos szervezetet hoztak létre a kormány hatalmának gyengítése érdekében, olyan országokban, mint Franciaország és az Egyesült Államok.

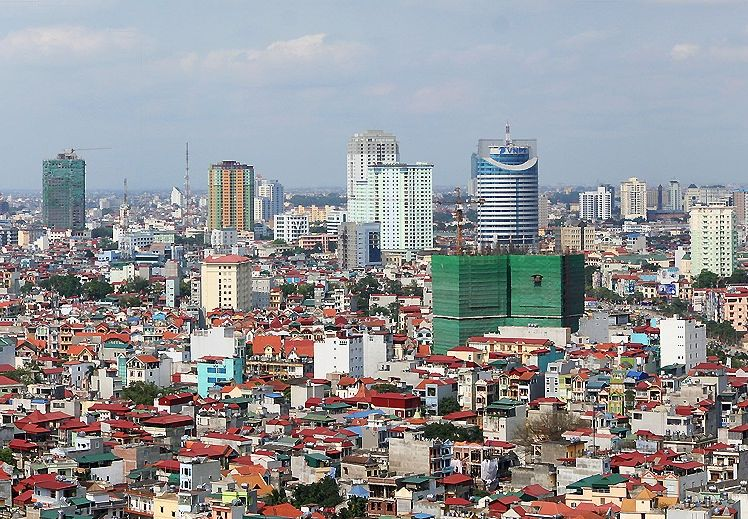
Hanoi, az ország fővárosa

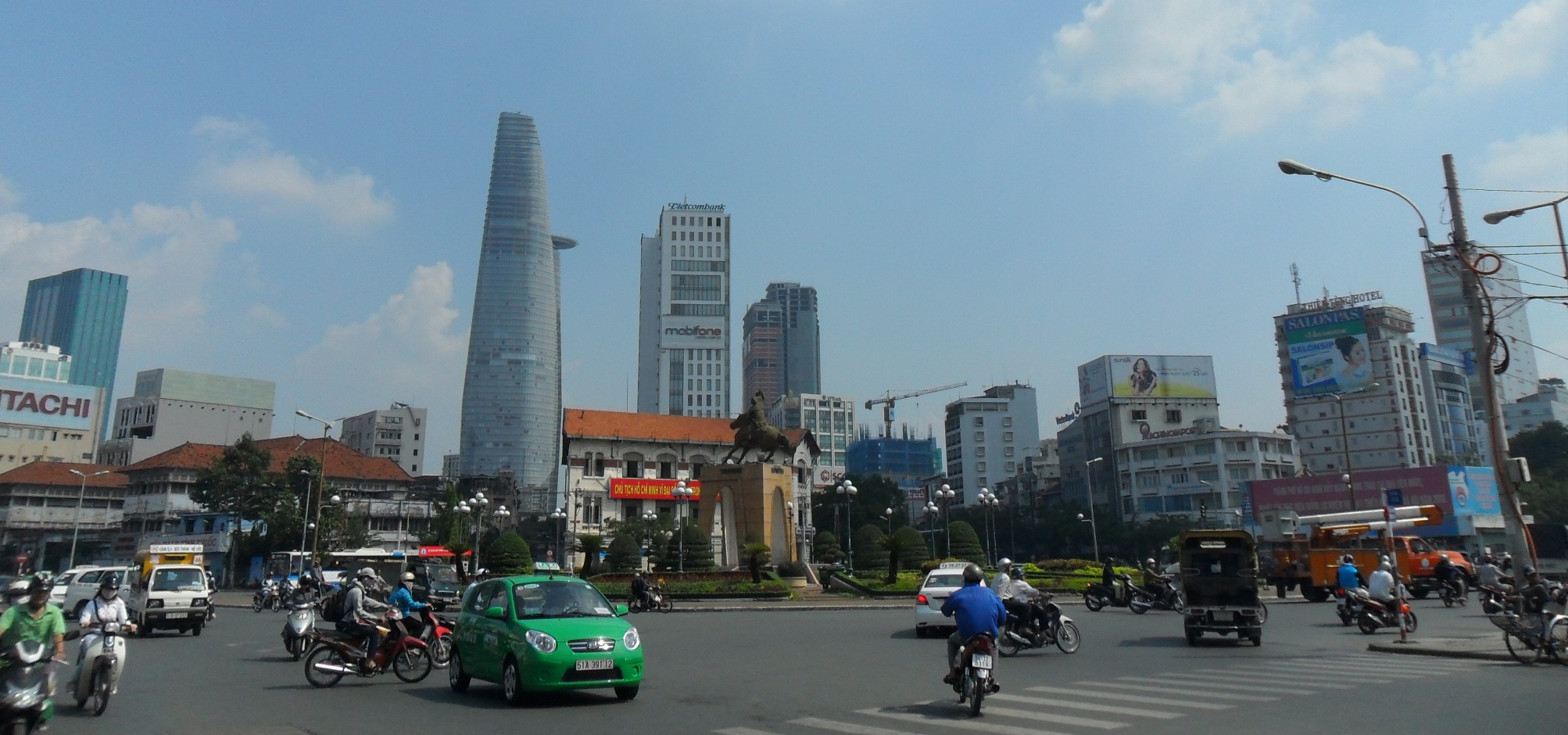
Ho Si Minh-város utcaképe

### Közigazgatási beosztás
Vietnam közigazgatási szervezete a következőkből áll:
- 3 földrajzi terület (miền);
- 8 közigazgatási régió (vùng);
- 58 tartomány (tỉnh);
- 5 városi önkormányzat (thành phố trực thuộc trung ương)

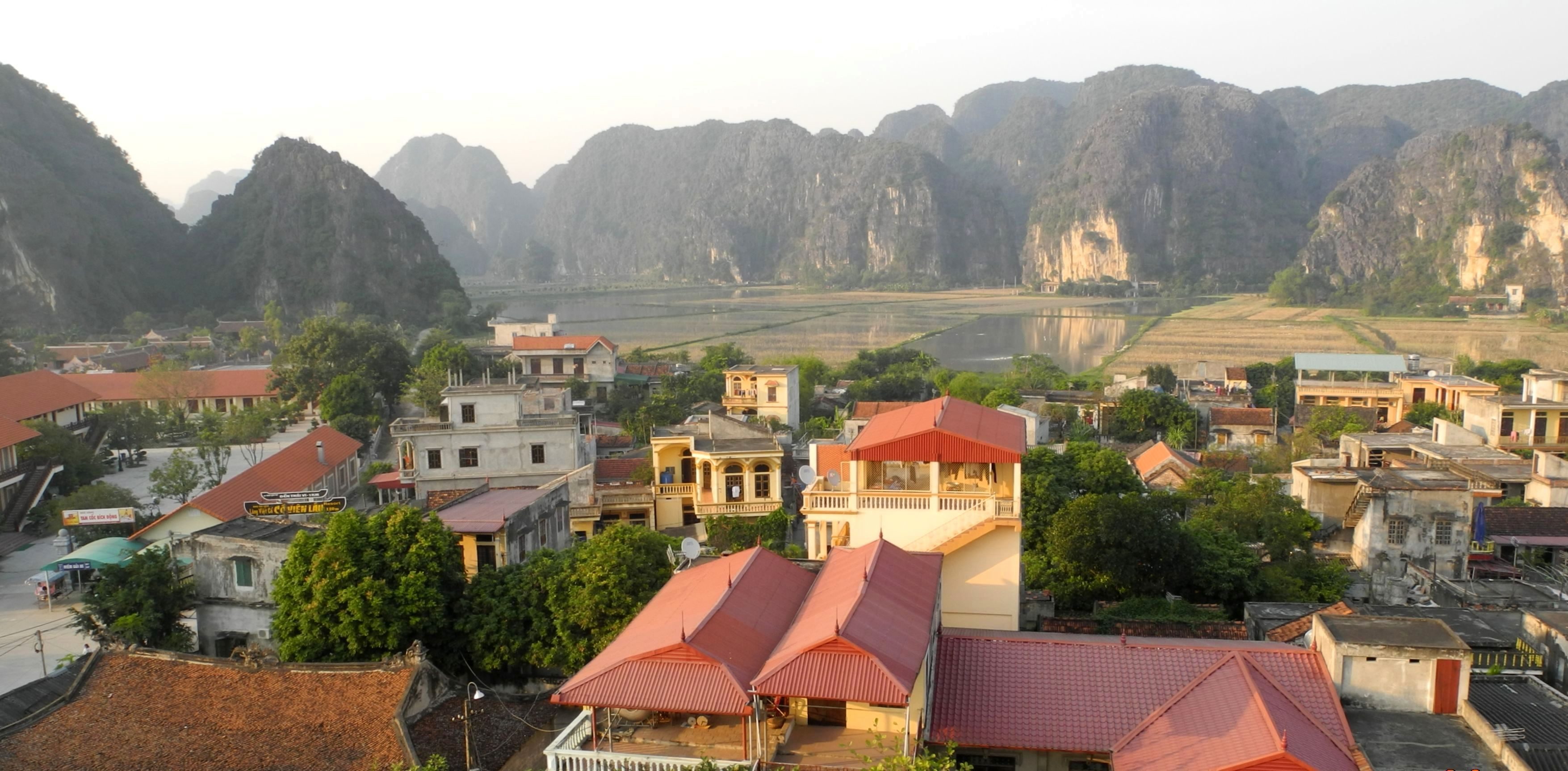
Ninh Binh

## Népesség

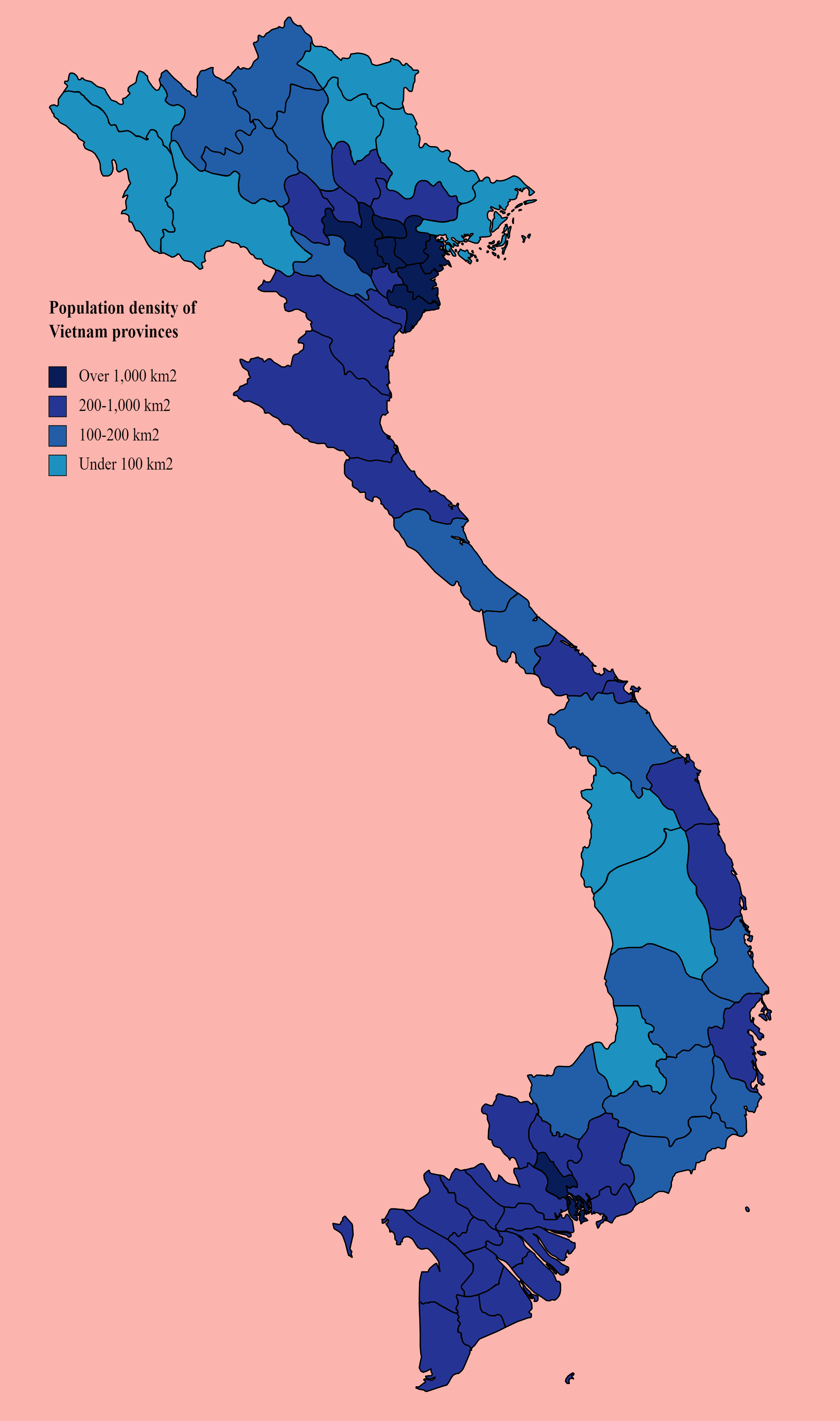
Vietnám népsűrűsége 2019-ben

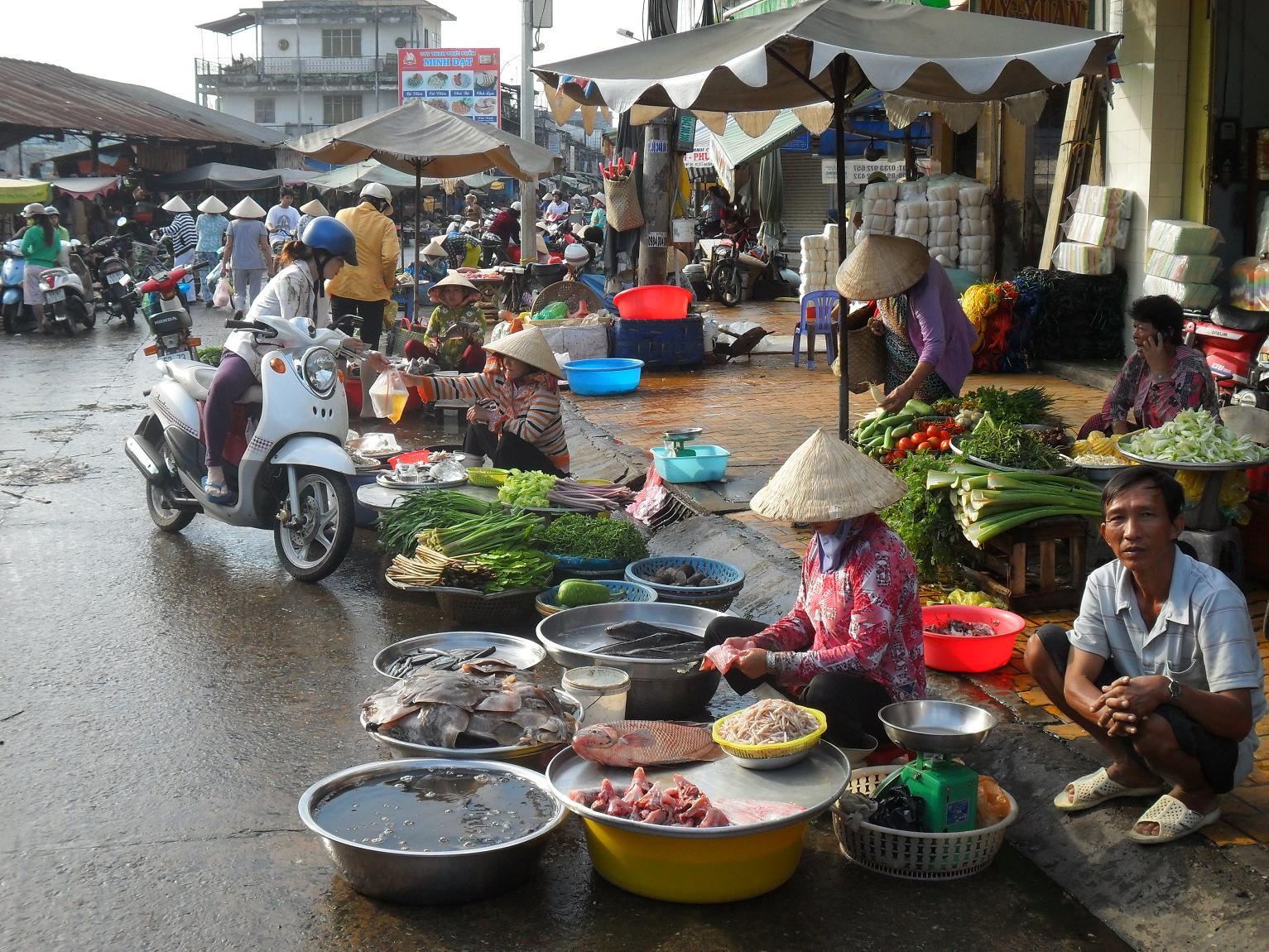
Piac, My Tho, Dél-Vietnám

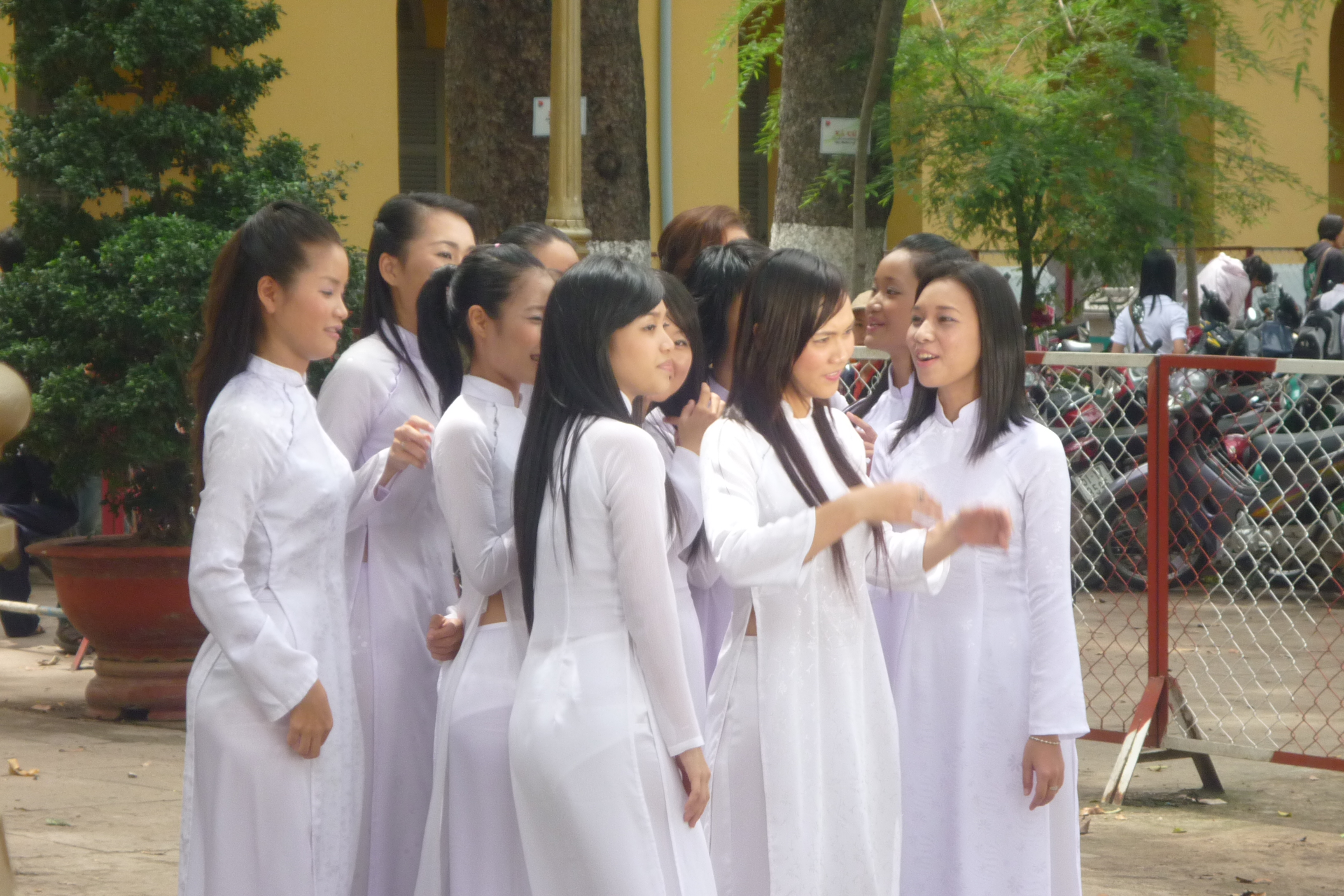
Egyetemi diáklányok Ho Si Minh-városban

### Általános adatok
2024-ben a népessége 100 millió fő körül alakul, 321 fő/km²-es átlagos népsűrűséggel.
A lakosság főként a rendkívül sűrűn benépesült alföldeken és a tengerparton él, a hegyvidék ritkábban lakott és számos etnikai kisebbségnek ad otthont.
A 2019-es népszámlálás alapján a lakosság 65,6% -a vidéken élt, míg csak 34,4% -a városi területeken. A városi népesség átlagos növekedési üteme a közelmúltban azonban nőtt.

### Népességváltozás
| Vietnám népességének növekedése |                      |                     |
| Év                              | Népesség (millió fő) | Népsűrűség (fő/km²) |
| 1960                            | 33                   | 105                 |
| 1970                            | 43                   | 140                 |
| 1980                            | 54                   | 175                 |
| 1990                            | 68                   | 220                 |
| 2000                            | 80                   | 259                 |
| 2010                            | 88                   | 285                 |
| 2020                            | 97                   | 312                 |

### Etnikai megoszlás

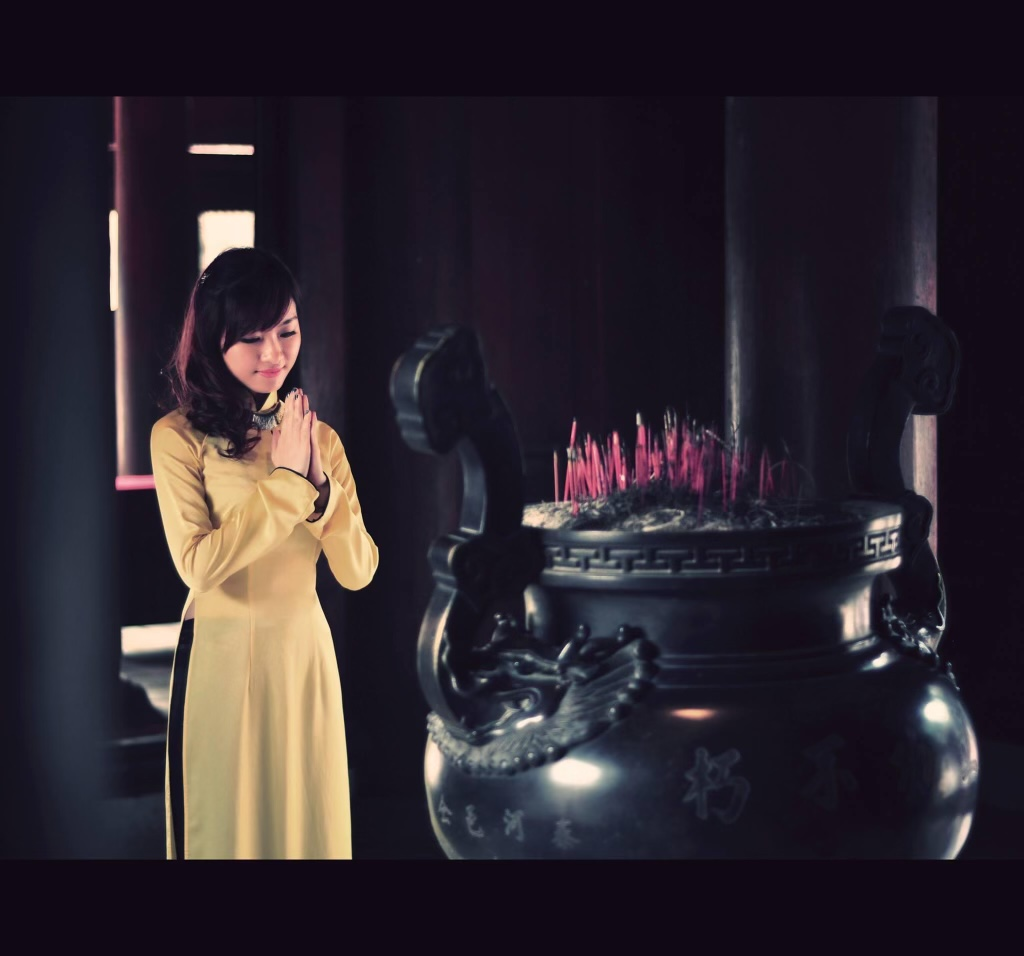
Vietnámi lány egy templomi füstölő mellett

A lakosság legnagyobb része a régebben annámitának nevezett vietnámi, és a Kínából bevándorolt néptörzsek keveredéséből alakult ki. A kisebbséget alkotó moi törzsek  a magasabban fekvő lejtőket, fennsíkokat lakják. A városokban jelentős számú kínai is él.
Vietnám lakossága az 1999-es népszámlálási adatok szerint a következő nagyobb csoportokra oszlik:
1. viet/kinh: 65,8 millió (86,21%)
2. tay: 1,48 millió (1,94%)
3. thai: 1,33 millió (1,74%)
4. mường: 1,14 millió (1,49%)
5. khmer: 1,06 millió (1,38%)
6. hoa: 0,862 millió (1,13%)
7. nung: 0,856 millió (1,12%)
8. hmong: 0,787 millió (1,03%)

### Nyelvi megoszlás
Az ország nemzeti nyelve a vietnámi, amelyet a lakosság többsége beszél. A romanizált vietnámi ábécét a 17. században európai jezsuita misszionáriusok fejlesztették ki.
Az ország északi és déli részén beszélt vietnámi dialektus jelentősen eltér.
Vietnám kisebbségi csoportjai különféle nyelveket beszélnek, többek között: taj, mng, cham, khmer, kínai, nung és hmong.
A gyarmati uralom örökségének számító francia nyelvet sok művelt vietnámi második nyelvként beszél, különösen az idősebb generáció és az egykori Dél-Vietnámban a tanultabb emberek, ahol ez a nyelv az igazgatás, az oktatás és a kereskedelem fő nyelve volt. Ma a középiskolai érettségi vizsgán az idegen nyelvvizsga a következő lehet: angol (a legtöbb esetben), francia, német, kínai, japán, orosz vagy koreai.

### Vallás

A kaodaizmus, egy sajátos vietnámi vallás egyik temploma

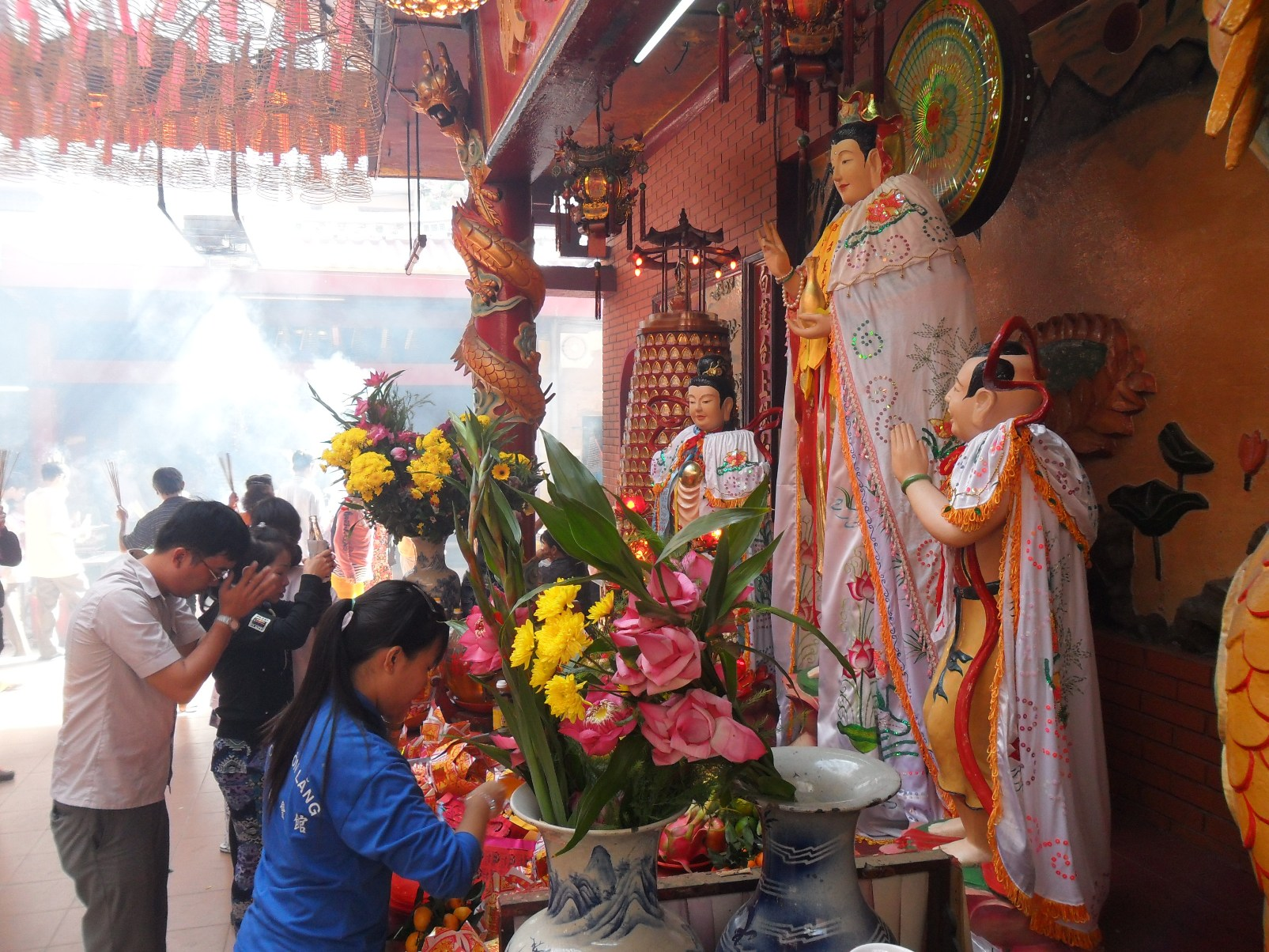
Az istenek tisztelete egy pagodában (Chua On Lang Pagoda, Cholon)

A vietnámiak többsége nem követ semmilyen szervezett vallást, viszont részt vesz a tam giáo (buddhizmus, konfucianizmus és taoizmus) és a népi vallások egy vagy több gyakorlatában, mint például az ősök tisztelete vagy imádkozik az istenségekhez. A vietnámi népi vallások olyan kulturális hiedelmekre épültek, amelyeket a buddhizmus, a konfucianizmus és a taoizmus Kínából származó különféle hagyományai történelmileg befolyásoltak. A Đạo Mẫu a vietnámi népi vallás külön formája, ahol megtalálható az anyaistennők imádata. Az ország két őshonos vallásnak is otthont ad: a szinkretikus kaodaizmusnak és a kvázi-buddhista Hòa Hảo-nak .
Az ország vallási megoszlása (2014): népi vallású vagy nem vallásos: 73%, buddhista: 12%, katolikus: 7%, a kaodaizmus híve: 5%, protestáns: 1,5%, egyéb: 1,5%.
Az ország statisztikai hivatalának 2019-es adatai alapján:
- Népi vallású vagy nincs vallása (86,32%)
- Buddhista (4,79%)
- Katolikus (6,1%)
- Protestáns (1,0%)
- Hòa Hảo – buddhista (1,02%)
- Kaodizmus híve (0,58%)
- Muszlim (0,07%)
- Egyéb (0,12%)

## Gazdaság
A VKP 1986-ban megrendezett hatodik kongresszusán hivatalosan is felhagytak a marxista gazdaságpolitikával, és bejelentették a đổi mới („újítás”) gazdasági reformjait. Ezek sok tekintetben hasonlítottak a Kínában elindított reformokra, és hasonló eredményekre is vezettek.
Vietnám éves GDP-növekedése 1990 és 1997 között elérte a 8%-ot, 2000 és 2002 között pedig 7% körül mozgott. Ezek az eredmények a világ egyik leggyorsabban növekvő gazdaságává tették az országot. A GDP reál növekedési üteme 2016-ban 6,2%, 2015-ben 6,7% volt. Az ipari termelés növekedési üteme 2016-ban: 7,6%.

A PricewaterhouseCoopers (PwC) 2017-es előrejelzése szerint Vietnám a világ leggyorsabban növekvő gazdaságai között van, a potenciális évi GDP növekedési üteme kb. 5 % lehet, és a gazdasága 2050-re kb. a világ 20. legnagyobbikává válik.

### Gazdasági ágazatok

#### Mezőgazdaság
Területének 22,5%-a szántó és ültetvény, 2%-a mező és legelő, 30%-a erdő, 45,5%-a terméketlen vagy beépített (2006).
A lakosság 48%-a foglalkozik mezőgazdasággal (2012-ben; 1990-ben még 70% volt). A növénytermesztés sokkal fontosabb az állattenyésztésnél. Az alföldeken intenzív rizstermesztés folyik, az éghajlat évi kétszeri aratást tesz lehetővé.
Haszonnövények: rizs, kukorica, repce, édesburgonya (batáta), manióka, szója, földimogyoró, cukornád, zöldség- és gyümölcsfélék (főleg banán és ananász), tea, kávé.
Az országban elsősorban sertést, szarvasmarhát, baromfit, továbbá bivalyt is tenyésztenek. A fakitermelés és nyers kaucsuk (gumi-)termelés jellemző még.

#### Ipar
Vietnám legfontosabb ipari központjai Ho Si Minh-város (a volt Saigon), Hanoi (Hà Nội), Hải Phòng, Đà Nẵng, Thái Nguyên, Cần Thơ és Vinh.
Fő iparágai: textil- és élelmiszeripar, bányászat, építőanyag-gyártás. Újabban az olcsó munkaerőt alkalmazó korszerű ágazatok (elektrotechnika, elektronika) telepedtek meg. Számottevő még a papíripar, a gumifeldolgozás, hajógyártás, vaskohászat.

#### Bányászat
Legfontosabb ásványkincse a Mekong deltavidékén és a kontinentális talapzaton feltárt kőolaj és földgáz, valamint az északi országrészen bányászott feketekőszén.
Egyéb bányászat: arany, kaolin, foszfát és konyhasó. A deltavidéken egyre több tőzeget fejtenek.

#### Kereskedelem
- Legfőbb exportcikkei: ruházat, lábbeli, halászati áruk, nyersolaj, elektronika, fából készült termékek, rizs, gépek.
- Importcikkei: gépek és berendezések, kőolajtermékek, acélipari termékek, ruhaipari alapanyagok, elektronika, gépjárművek.

Legfőbb kereskedelmi partnerei 2016-ban:
- Export:  USA – 20,2%,  Kína – 14,2%,  Japán – 8,2%,  Dél-Korea – 6,2%.
- Import:  Kína – 25,1%,  Dél-Korea – 17,5%,  Japán – 7,9%,  USA – 6%,  Thaiföld – 4,7%.

#### Az országra jellemző egyéb ágazatok
Halászata számottevő, de a part menti vizek halállománya megfogyatkozott.

## Közlekedés

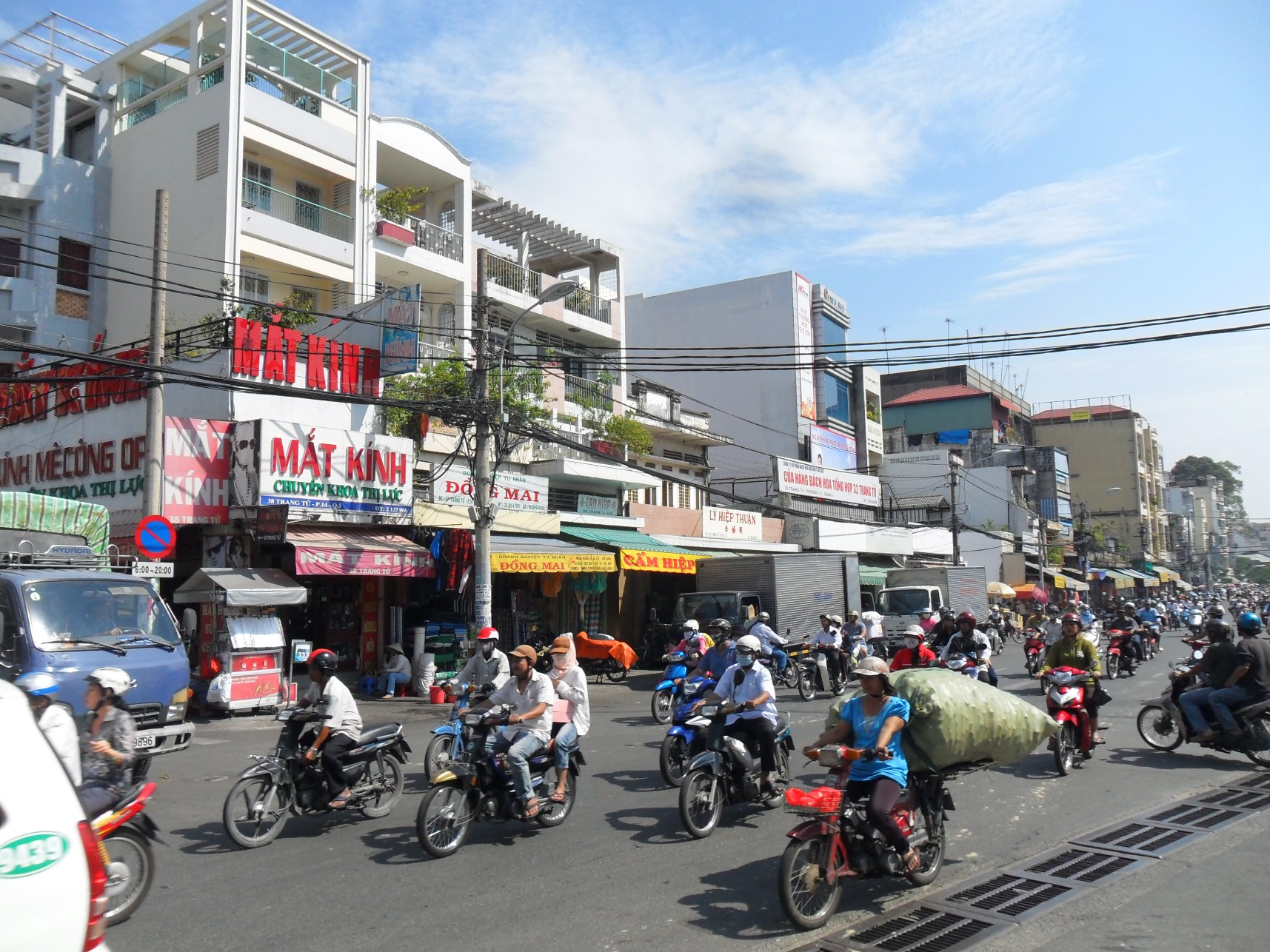
Nagyvárosi forgalom, Ho Si Minh-város

A közút mellett fontos a légi, illetve a vízi közlekedés.

### Közút
A vietnámi utak viszonylag jó minőségűek. Jellemző helyi közlekedési eszköz a robogó. A nagyvárosokban a forgalom igen nagy, amely leginkább a motorosokból áll. A 7 milliós Ho Si Minh-város útjait 3 millió motoros szeli naponta (2013).
A közlekedésben résztvevők a gyalogosokkal szemben udvariatlanok. A motorosok sokszor a járdára is felhajtanak, és ott közlekednek. A gyalogosoknak még a zebrán is vigyázniuk kell, mert nem kapnak elsőbbséget.

### Vízi közlekedés
Legfontosabb kikötői: Hải Phòng, Ho Si Minh-város és Đà Nẵng.
További főbb kikötők: Cam Ranh, Hồng Gai, Qui Nhơn, Nha Trang, Nghi Sơn (Thanh Hóa), Sơn Dương (Hà Tĩnh), Dung Quất (Quảng Ngãi), Vũng Tàu.

### Légi közlekedés
10 nemzetközi forgalmú repülőtér van az országban (2017-ben). Ezek közül a fő repülőterek: 
- Ho Si Minh (SGN – Tân Sơn Nhất repülőtér),
- Hanoi (HAN – Nội Bài repülőtér)
- Đà Nẵng (DAD – Đà Nẵng repülőtér).

| Logó       | Társaság              | Székhely         |
| ---------- | --------------------- | ---------------- |
|            | Vietnam Airlines (VN) | Hanoi            |
| sans_cadre | VietJet Air (VJ)      | Hanoi            |
| sans_cadre | Bamboo Airways (QH)   | Hanoi            |
| sans_cadre | Jetstar Pacific (BL)  | Ho Si Minh-város |

## Telekommunikáció
| Hívójel prefix | XV, 3W |
| ITU zóna       | 49     |
| CQ zóna        | 26     |

## Kultúra
Kultúrája a kínai kulturális szféra vagy a kelet-ázsiai kulturális szféra része, amelyeket nagymértékben befolyásolt a kínai kultúra. Több mint egy évezreden keresztül kínai uralom alatt állt.

### Oktatás
Konfuciánus hagyományának köszönhetően az oktatás (tiểu học) a vietnámi nemzet egyik pillére. Erre nemzeti prioritásként tekintenek. Ez a fejlődés útja, és a családok sokat áldoznak azért, hogy utódaik megkapják a szükséges oktatást.
Magas az általános iskolát végzettek aránya, magas a nemek közötti egyenlőség, és alacsony az iskolán kívüli gyerekek aránya. Az oktatás általában tizenkét évet foglal magába. 
Az oktatás állami és magán oktatási rendszerből áll, amelyet az Oktatási és Képzési Minisztérium kezel. A rendszer öt szintre oszlik:
- óvoda (18 hónapos kortól)
- általános iskola (6 éves kortól)
- középiskola (12 éves kortól)
- középiskola (16 éves kortól)
- felsőoktatás

A tanárokat nagyon tisztelik. Amikor egy tanár belép az osztályterembe, az egész osztálynak fel kell állnia, hogy üdvözölje a tanárt. Öltözködési szabályok vonatkoznak a tanulók ruházatára és a frizurájára. Sok iskola megköveteli a tanulóktól, hogy egyenruhát viseljenek, és magatartási kódexet kövessenek. Ha megszegik a szabályokat, a hallgatók büntetést kapnak, és nem szerezhetnek átlagos etikai oklevelet. A romantikus kapcsolattartások tilosak az iskolában, mivel arra ösztönzik őket, hogy a tanulásra koncentráljanak. A tanév gyakran szeptemberben kezdődik és a következő év májusában ér véget.
Az állami iskolákban az általános iskolások mentesülnek a tandíj alól. Magasabb oktatási szinteken tanuló diákoknak körülbelül havi 100–200 ezer VND-t kell fizetniük tandíjként. A főiskolák és egyetemek díjai évi 5-51 millió VND között mozogtak a 2017–2018-as tanévben. A magániskolák tandíjai iskolánként eltérőek.
A QS Regional University Rankings in Asia alapján 2019-ben az öt legjobb vietnami egyetem a következő:
- Vietnami Nemzeti Egyetem Hanoiban (Đại học Quốc gia Hà Nội)
- A Ho Si Minh-városi Nemzeti Egyetem (Đại học Quốc gia Thành phố Hồ Chí Minh)
- Hanoi Politechnikai Egyetem (Đại học Bách khoa Hà Nội)
- Tôn Duc Thang Egyetem (Đại học Tôn Đức Thắng)
- Cần Thơ Egyetem (Trường Đại học Cần Thơ)

### Kulturális intézmények

#### Kulturális világörökség
A világ kulturális örökségének része Vietnámban az UNESCO szerint:
- Huế császárváros műemlékegyüttese (Huế város)
- Hội An ősi városa (Hội An)
- Mỹ Sơn szentély

### Művészetek

#### Zene, színház
Vietnám előadó-művészete több évszázadon, sőt évezreden át alakult és formálódott, miközben a vele kapcsolatba került civilizációk zenei és színházi örökségéből számos elemet magába olvasztott. Így lett a kínai opera a klasszikus színházművészet alapja, így olvadtak a csam zene közvetítésével az indiai ritmusok Vietnám zenei világába, és ekképp nyert létjogosultságot a modern nyugati színjátszás is az országban. 
- Hát tuồng (délen más néven Hát bội): a kínai opera által erősen befolyásolt színházi forma; a színjátszás legrégebbi formája.
- Cải lương (kai luong): Dél-Vietnámból származó egyfajta modern népi opera. A 20. század elején született meg francia befolyásra.
- Hát chèo: szatirikus zenés színházi előadás.
- Múa rối nước: vízi bábszínház. E mintegy ezeréves színházi forma nagyon népszerű az északi régióban.

A vietnámi zene az ötfokú pentaton hangskálára épül, ahogy sok magyar népdal is. A zenei paletta igen széles. Találkozhatunk udvari, vallási, szakrális vagy kamarazenei darabokkal, színpadi művekhez írt kompozíciókkal és népzenével, népdalokkal, utóbbiak jó alapanyagul szolgáltak a kommunista rendszer mozgalmi nótáihoz.
Népszerű hangszerek:
- dán tranh – 16 húrú citera
- dán bau – egy húrral bíró, de varázslatos dallamokat előcsalogató hangszer
- broh – kéthúrú bambuszlant
- dán nguyệt – telihold alakú lant
- dán day – szögletes testű, háromhúrú lant
- dàn tỳ bà – körte alakú, négyhúros lant
- dán trung – ívelt bambuszxilofon
- dàn gáo – kéthúros hegedű
- dàn nhị – kéthúros hegedű
- dàn tam thập lục – cimbalomféle
- kèn bầu – oboa

#### Filmművészet
Igényes filmrajongóknak kötelező anyag Tran Anh Hung vietnámi születésű francia filmrendező két filmje :
- A zöld papaya illata (1993) – az 1950-es évek Saigonjába viszi a nézőt.
- A riksás fiú (Cyclo, 1995) – a korszerű Ho Si Minh-város alvilági életét mutatja be kifejező képeivel.

#### Selyemfestészet
A művészet egyik legnépszerűbb formája a selyemfestészet, amelyre a 19–20. században a francia befolyás, majd a modern és liberális színek használata adta meg a vietnámi selyemfestészet egyedi jellegét, amely megkülönbözteti a kínai és japán társaitól. A selyemfestészet a vidék, a tájak, a pagodák, a történelmi események és a hétköznapi élet képeit mutatja be.

### Gasztronómia
Az ország három fő kulináris régióra osztható: észak, közép és dél. A vietnámi konyhaművészetre nagy befolyással volt északon a kínai konyha, középen és délen a khmer és az indiai, míg a modern fogásokban a francia konyha.
Az ételek alapja a rizs, amely a legkülönbözőbb formákban kerülhet az asztalra: főzve, ragacsos rizsként, ropogós rizstallér alakjában, de rizstészta és hártyavékony rizspapír formájában is. A helyi konyhában jelentős szerepet játszanak a zöldségek, a halak és a tenger gyümölcsei.
Az utakat övező kifőzdék, családi éttermek előtt számtalanszor feltűnik a cốm (kom) vagy a pho felirat. A cốm jelentése „rizs”, és azt a rizsbázisú egytálételt takarja, aminek feltétét és köretét magunk választhatjuk ki az üvegpultban sorakozó húsos, halas és zöldséges fogásokból. A phở (ejtsd: fő/fó között) levesféle nemzeti eledel.
A sörkínálat pazar. Helyi, jó minőségű sörök: Hanoi Beer, Saigon Beer, Dai Viet, 333 (bábábá).

## Turizmus

### Főbb látnivalók
Városok, építészet:
- Hanoi, az ország fővárosa, francia gyarmati építészet
- Ho Si Minh-város, az ország gazdasági életének központja
- A kulturális világörökség helyszínei (Huế, Hội An, Mỹ Sơn)
- Dalat (Đà Lạt) az ország egyik legnépszerűbb magaslati üdülővárosa

Természeti látnivalók:
- Hạ Long-öböl
- Mekong-delta
- Nha Trang tengerpartja
- Đà Nẵng korallzátonyai
- Phong Nha – Kẻ Bàng Nemzeti Park
- Bản Giốc-Detian vízesés (wd) a kínai határon

#### Biztonság
Vietnám biztonságosnak számító ország, de időnként előfordulnak motoros táskarablások. Igen jellemző még a külföldiek átverése; a lakosok a helyi árak öt-tízszeresét is követelhetik a külfölditől.

#### Egyéb
A villamos feszültség 230 V, 50 Hz. A dugalj amerikai típusú, illetve a kontinentális Európában megszokott kétpólusú csatlakozóval. Egyes helyeken azonban 127 V-ot alkalmaznak. A magyarországi földelt dugók (Schuko) nem, a földeletlenek (Europlug) azonban használhatók. Átalakítók többfelé kaphatók.
A kiskereskedelmi boltok, utcai árusok, éttermek általában a hét minden napján nyitva vannak.
A magyar nagykövetség Hanoiban található.

## Sport
- Labdarúgás:

A labdarúgás a legnépszerűbb sportág, de világbajnokságon még sosem játszhattak, ám az Ázsia-kupa első két viadalán 1956-ban és 1960-ban negyedikek lettek. 2007-ben Malajzia, Indonézia és Thaiföld mellett rendezhette meg a 2007-es Ázsia-kupa B csoportjának küzdelmeit, illetve egy negyeddöntőt és egy elődöntőt Hanoiban. A négy házigazda ország válogatottja közül csak a vietnámi jutott tovább.
- Olimpia:

Eddig a nyári olimpiákon két ezüstérmet nyertek versenyzői:  Trần Hiếu Ngân 2000-ben Sydneyben a taekwondo női 57 kg-os versenyszámában és Hoàng Anh Tuấn 2008-ban súlyemelés férfi 56 kg-os versenyében. Téli olimpián nem vettek még részt.
- Harcművészetek

A legtöbb vietnámi harcművészeti forma (Võ thuật) a történelem során erősen befolyásolva volt a kínai harcművészetek, a konfucianizmus, a buddhizmus, a taoizmus és a Việt Võ Đạo filozófiája által. Néhány népszerű forma közülük:
- Võ cổ truyền Việt Nam (Võ thuật cổ truyền Việt Nam)
- Vovinam Việt Võ Đạo
- Võ thuật Văn Võ Đạo
- Võ thuật Bình Định
- Nhất Nam (Ngô Xuân Bính)
- Vo Bac Ninh

Ezek közül a Vovinam és a Nhat Nam a legnépszerűbb harcművészetek.
- Tollaslabda
- Sakk

Ismertebb vietnámi sakkmesterek: Cesar Boutteville, Hoang Thanh Trang, Lê Quang Liêm, Nguyen Ngoc Truong Son és Paul Truong.
- Formula–1

2020-tól fognak Formula–1-es nagydíjat rendezni Hanoiban.

## Ünnepek

### Munkaszüneti napok
| Időpont        | Név                    | Helyi név                                                        | Megjegyzés              |  |
| -------------- | ---------------------- | ---------------------------------------------------------------- | ----------------------- |  |
| január 1.      | Újév                   | Tết dương lịch                                                   |                         |  |
| január-február | Vietnámi holdújév      | Tết Nguyên Đán                                                   | Az év legnagyobb ünnepe |  |
| április        | Hung király emléknapja | Ngày Giổ Tổ Hùng Vương                                           |                         |  |
| április 30.    | A felszabadulás napja  | Ngày miền Nam hoàn toàn giải phóng, và ngày thống nhất Việt Nam. |                         |  |
| május 1.       | A munka ünnepe         | Ngày Quốc tế Lao động                                            |                         |  |
| szeptember 2.  | Nemzeti ünnep          | Quốc khánh                                                       |                         |  |

### Egyéb ünnepek
| Időpont           | Név                                    | Helyi név                    |
| ----------------- | -------------------------------------- | ---------------------------- |
| március 8.        | Nemzetközi nőnap                       | Quốc tế Phụ nữ               |
| június 1.         | Gyereknap                              | Tết thiếu nhi                |
| október 20.       | Vietnámi nőnap                         | Ngày Phụ nữ Việt Nam         |
| november 20.      | Pedagógusnap                           | Ngày Nhà giáo Việt Nam       |
| december 25.      | Karácsony                              | Giáng sinh/Nôen              |
| 15/1 (holdnaptár) | Az első hónap teliholdja               | Rằm tháng giêng              |
| 3/3               | A 3. holdhónap 3. napjának fesztiválja | Tết Hàn thực                 |
| 15/4              | Buddha születésnapja                   | Lễ Phật Đản                  |
| 5/5               | Nyárközép fesztivál                    | Tết Đoan ngọ                 |
| 15/7              | A 7. hónap teliholdja                  | Rằm tháng bảy hoặc Lễ Vu Lan |
| 15/8              | Őszközép fesztivál                     | Tết Trung thu                |
| 23/12             | Ông Táo (Táo quân) istenség ünnepe     | Ông Táo chầu trời            |